# Saison 10 d'American Horror Story
Chronologie
Saison 9 : 1984 Saison 11 : NYC
Cet article présente la dixième saison de la série d’anthologie horrifique American Horror Story : Double Feature.
Initialement prévue pour 2020, le tournage ainsi que la diffusion de la saison ont été reportés à 2021 à cause de la pandémie de Covid-19. C'est une première dans l'histoire de la série.
Contrairement aux saisons précédentes, cette saison est divisée en deux parties avec un casting différent pour chacune d'entre elles. Les acteurs Sarah Paulson et Evan Peters y font leur grand retour après leur absence dans la saison 9, en plus de plusieurs acteurs phares présents depuis le début de la série.
La diffusion de la saison a débuté le 25 août 2021 sur FX aux États-Unis en simultané sur FX Canada au Canada.

## Synopsis

### Première partie:Red Tide
Harry Gardner, sa femme enceinte Doris et leur fille Alma décident de quitter New York pour passer l'hiver à Provincetown, une petite station balnéaire du Massachusetts. Alors que Doris s'est engagée pour refaire la décoration de la maison dans laquelle ils logent, Harry, lui, est chargé d'écrire le scénario d'une série policière, mais il va rapidement faire face au syndrome de la page blanche.
Cependant, une fois installée, la famille fait face à des évènements troublants : Harry est abordé par une sans-abri du nom de Karen, qui le supplie de quitter la ville, tandis que Doris et Alma se font agresser par un étrange individu pâle aux dents acérées. Ils décident alors de consulter l'agent de police Burleson, mais cette dernière les rassure et leur annonce qu'ils n'ont rien à craindre en ville.
Un soir, alors qu'Harry se rend au restaurant, il est abordé par Mickey, un individu excentrique qui semble être un toxicomane, et fait également la connaissance de Sarah Cunningham et d'Austin Sommers, deux autres écrivains qui logent à Provincetown pour écrire durant l'hiver.
Mais une fois rentré chez lui, l'un des individus pâles pénètre dans la maison et l'agresse, mais il parvient à le tuer. La famille décide alors de retourner à New York, mais c'est sans compter sur la patronne d'Harry, Ursula, qui lui ordonne de rester sur place pour écrire le scénario. Pour l'aider à lutter contre son syndrome, Austin lui fournit des pilules qui procureraient de l'inspiration aux écrivains, mais qui pourraient également avoir un lien avec les évènements étranges qui ont lieu en ville...

### Deuxième partie:Death Valley
En 1954, au Nouveau-Mexique, Maria Wycoff, une mère au foyer, se fait agresser par une force inconnue semblant provenir du ciel. En Californie, le président Dwight D. Eisenhower, en vacances avec sa femme Mamie, est alors réquisitionné pour enquêter sur un crash survenu dans le désert de ce qui semble être une soucoupe volante. Sur place, l'armée retrouve également Amelia Earhart, complètement désemparée, et censée être disparue depuis 1937.
Alors que les services secrets autopsient un corps retrouvé sur les lieux du crash, d'étranges phénomènes se produisent, conduisant à la mort de nombreux hommes, vraisemblablement tués par Maria qui semble être possédée.
De nos jours, Kendal Carr, Cal Cambon, Troy Lord et Jamie Howard, quatre étudiants, décident de partir en vacances camper dans le désert. Sur place, les vacances tournent rapidement au cauchemar et les étudiants quittent les lieux précipitamment, mais ils sont pris pour cible par ce que Kendall pense être des aliens.
Les quatre amis vont alors être victimes de symptômes indésirables, tandis que la réponse à tous ces évènements pourrait se trouver dans le passé...

## Distribution

### Première partie:Red Tide

#### Acteurs principaux
- Sarah Paulson (VF : Mélody Dubos) : "Tuberculosis" Karen
- Evan Peters (VF : Hervé Grull) : Austin Sommers
- Lily Rabe (VF : Anne Dolan) : Doris Gardner
- Finn Wittrock (VF : Mathias Kozlowski) : Harry Gardner
- Frances Conroy (VF : Anne Rochant) : Sarah "Belle Noir" Cunningham
- Billie Lourd (VF : Sarah Marot) : Leslie "Lark" Feldman
- Leslie Grossman (VF : Julie Turin) : Ursula Khan
- Adina Porter (VF : Laura Zichy) : chef Burelson
- Angelica Ross (VF : Corinne Wellong) : l'Alchimiste
- Macaulay Culkin (VF : Hervé Rey) : Mickey
- Ryan Kiera Armstrong (VF : Cécile Gatto) : Alma Gardner

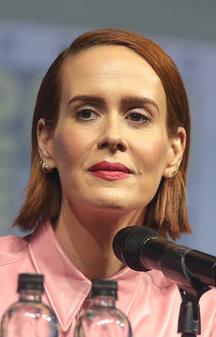
Sarah Paulson dans le rôle de Karen
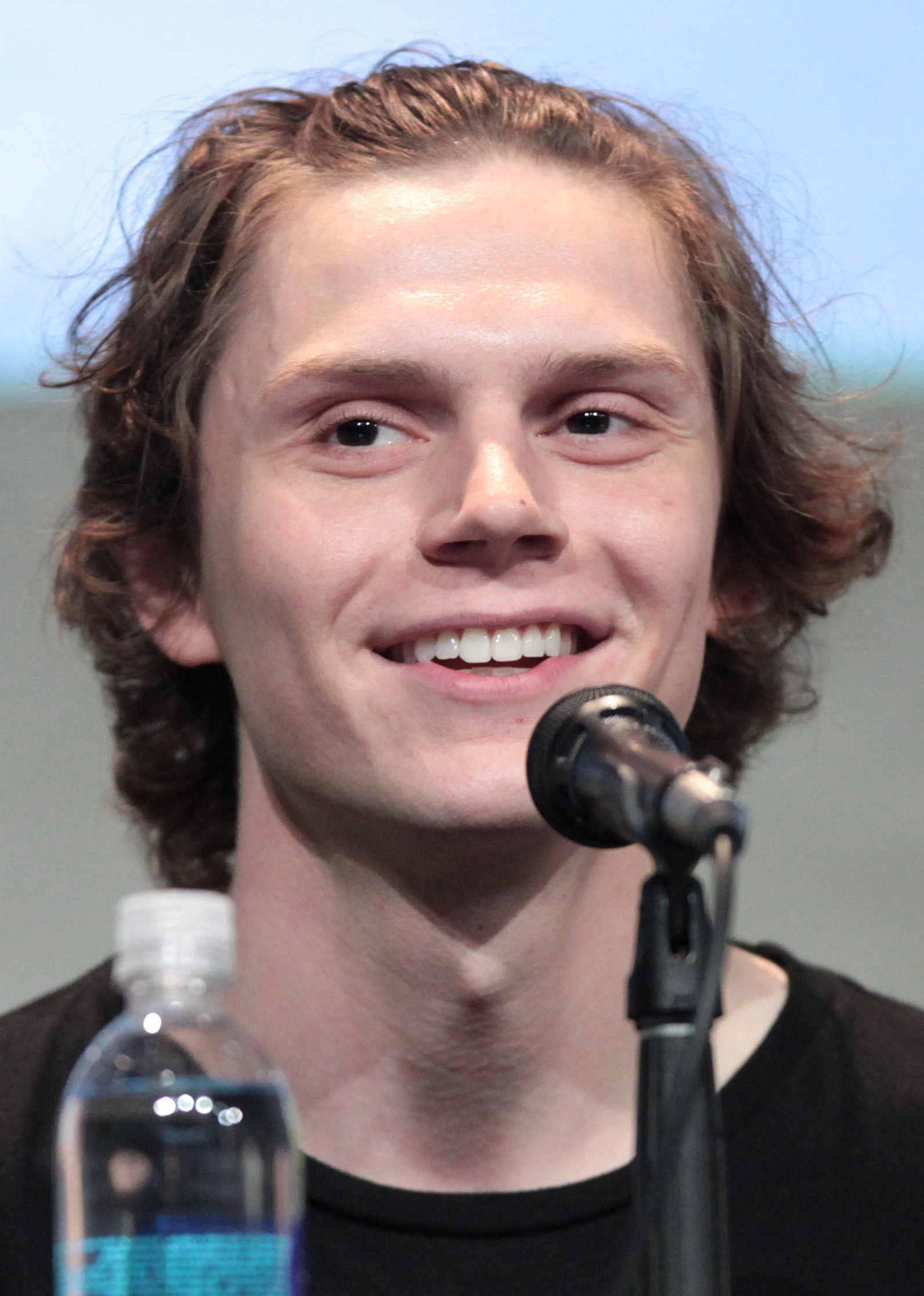
Evan Peters dans le rôle d'Austin Sommers
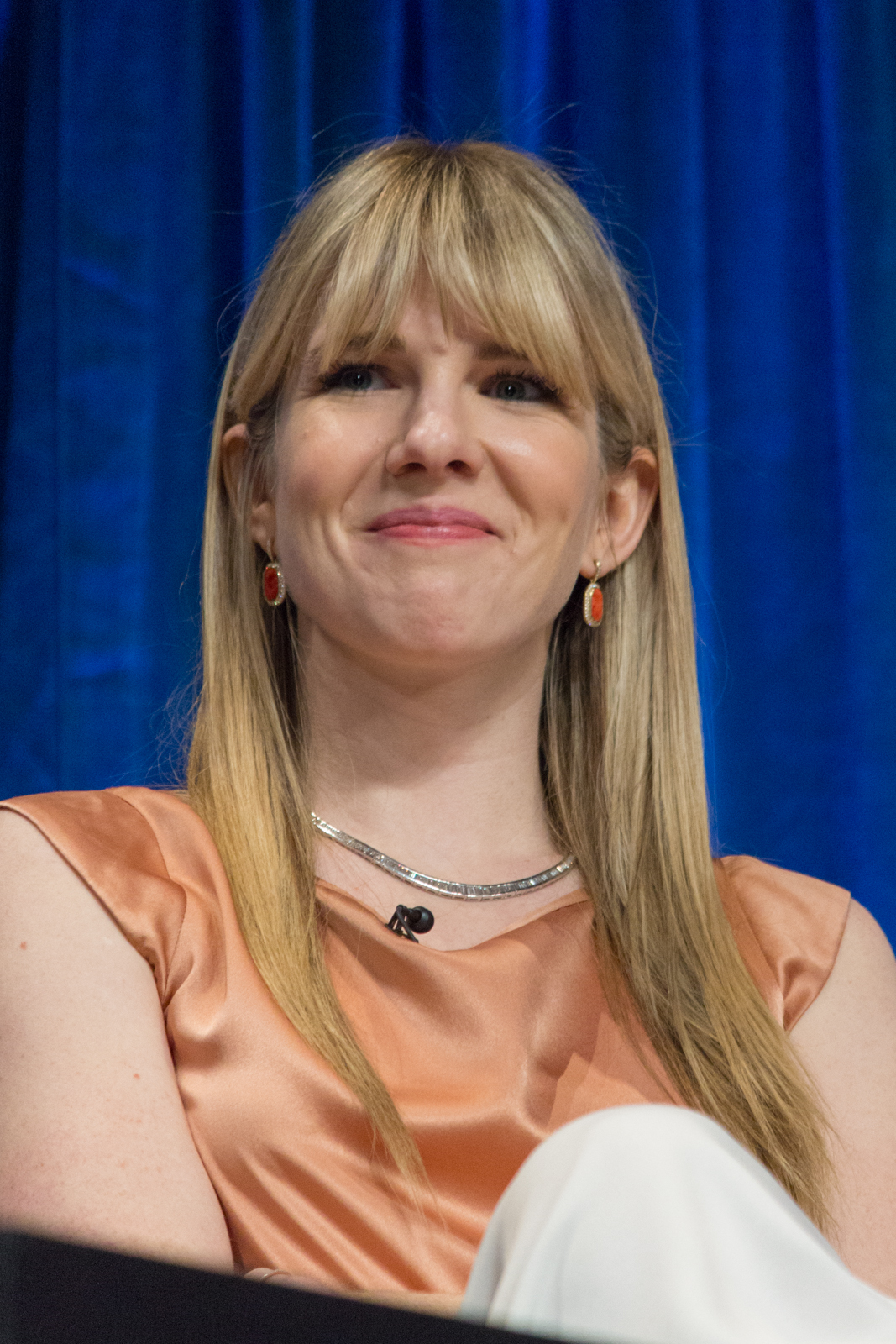
Lily Rabe dans le rôle de Doris Gardner
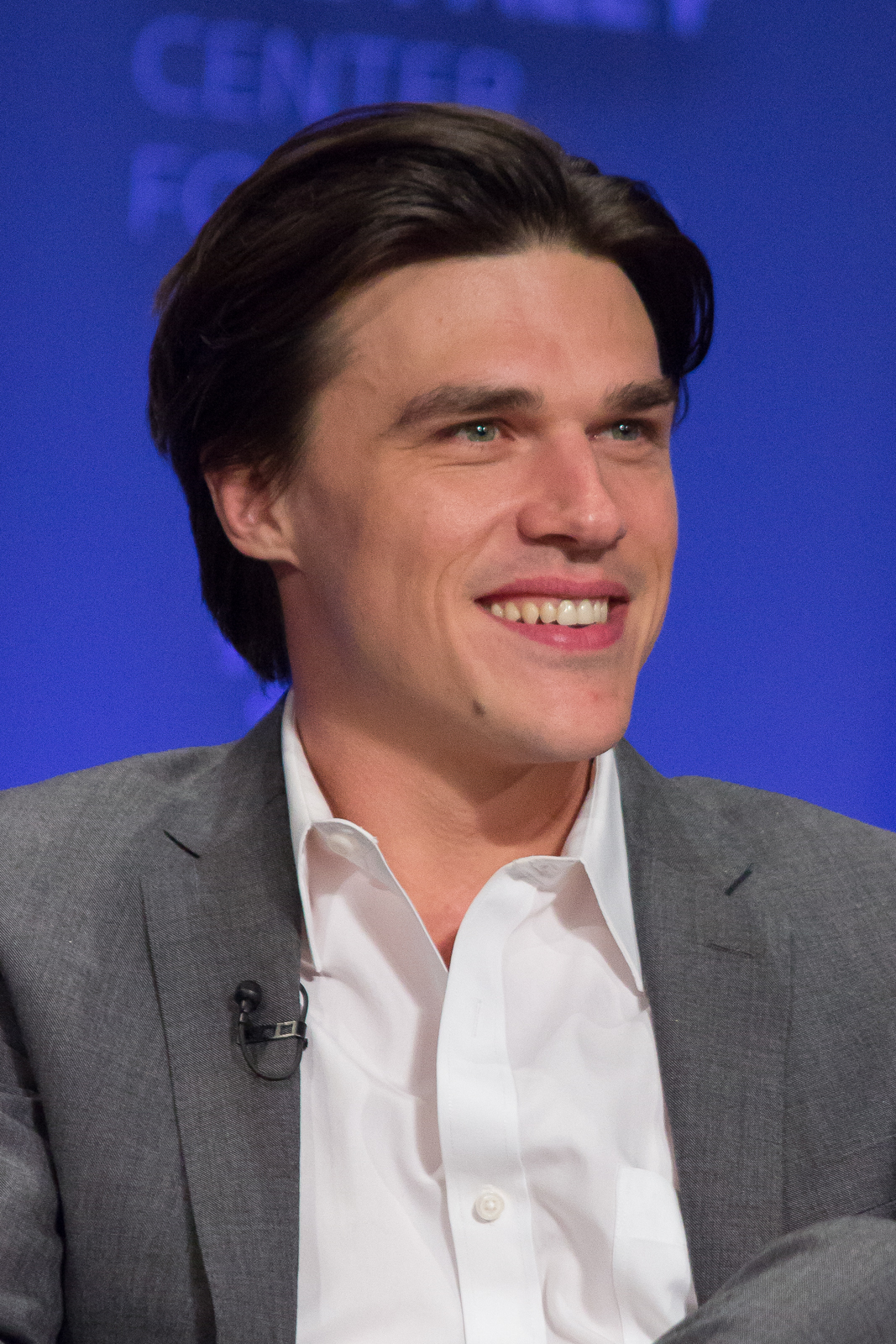
Finn Wittrock dans le rôle d'Harry Gardner
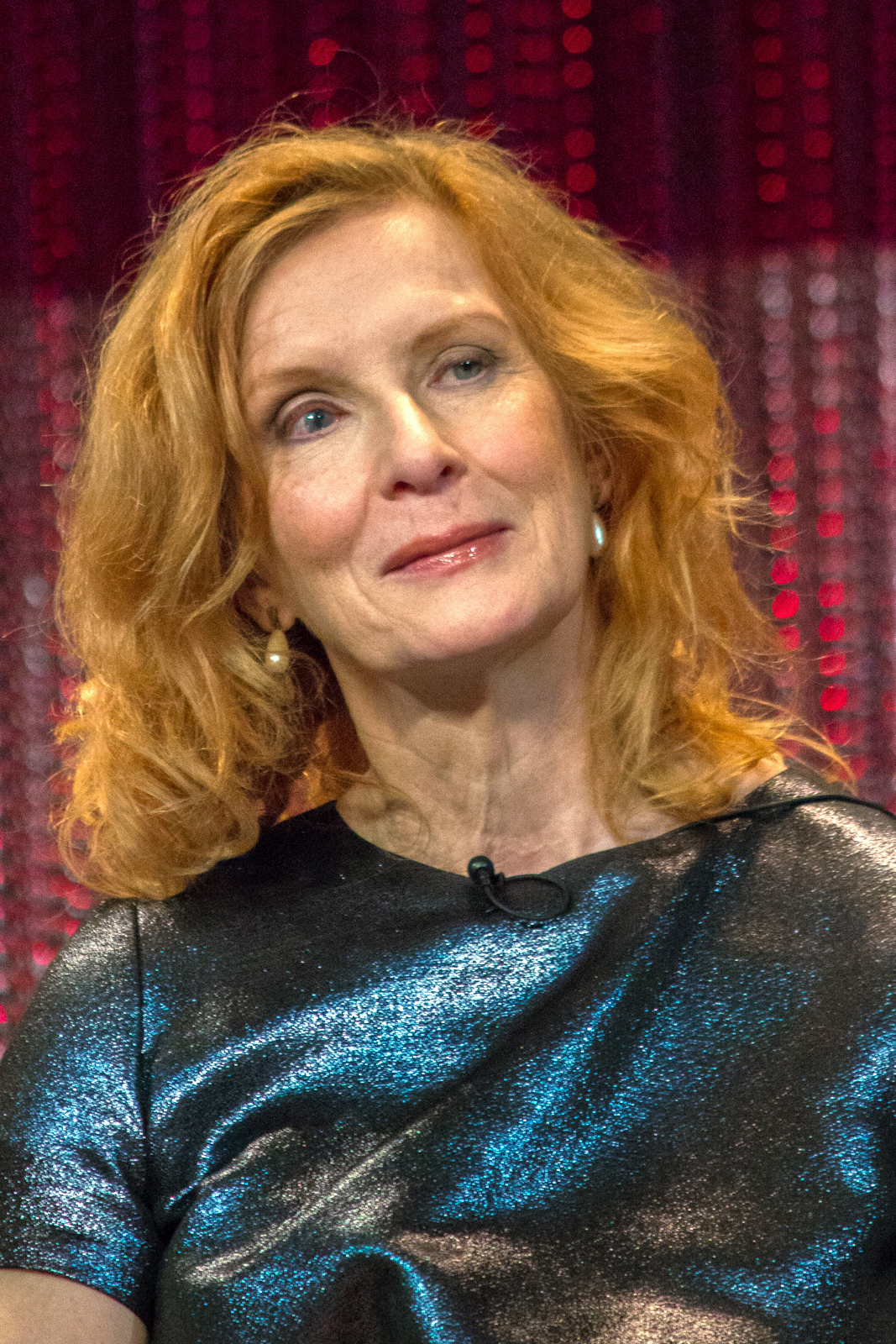
Frances Conroy dans le rôle de Sarah Cunningham
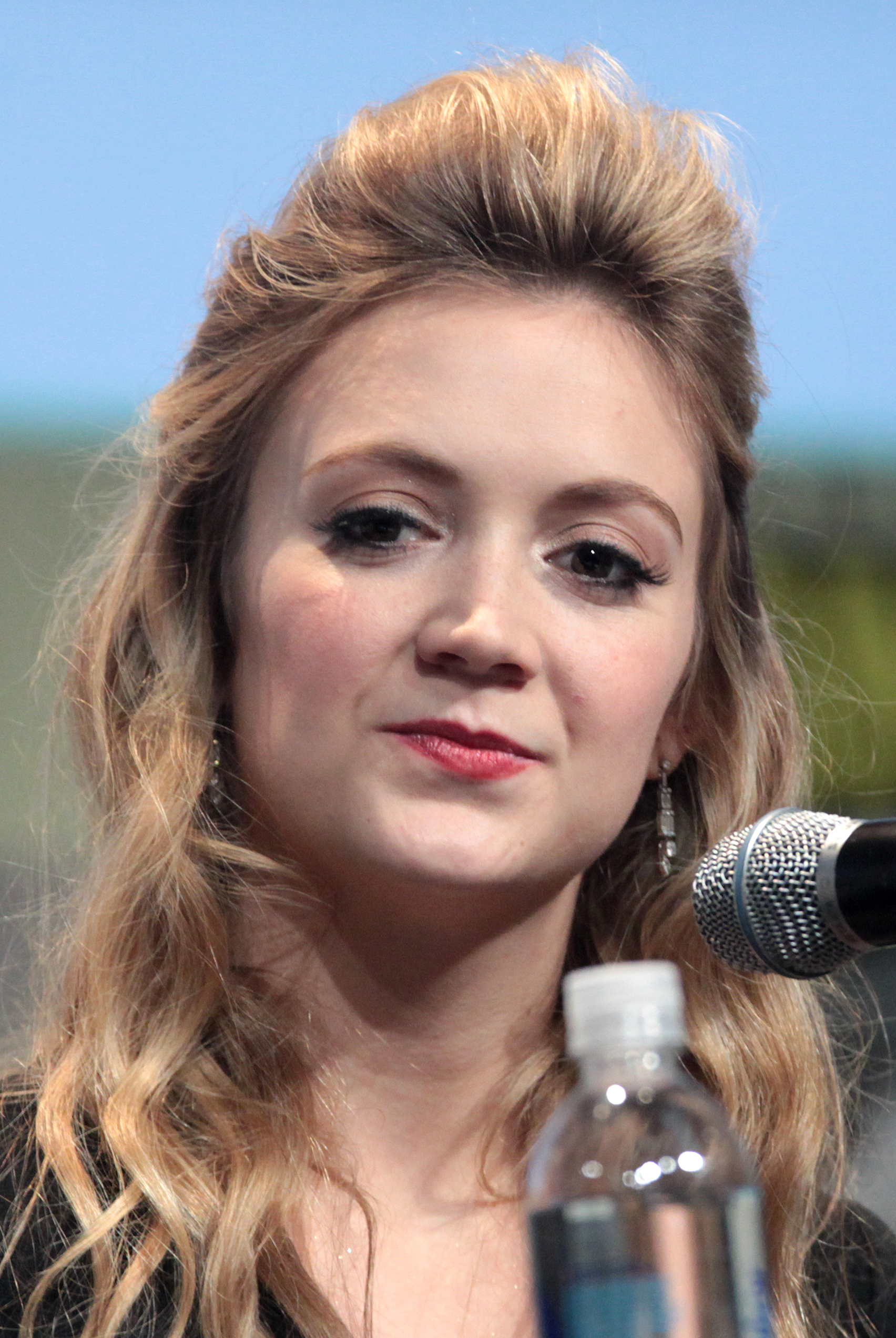
Billie Lourd dans le rôle de Leslie Feldman
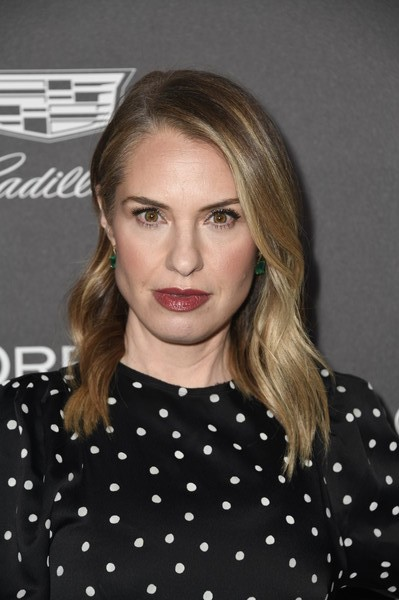
Leslie Grossman dans le rôle d'Ursula Khan
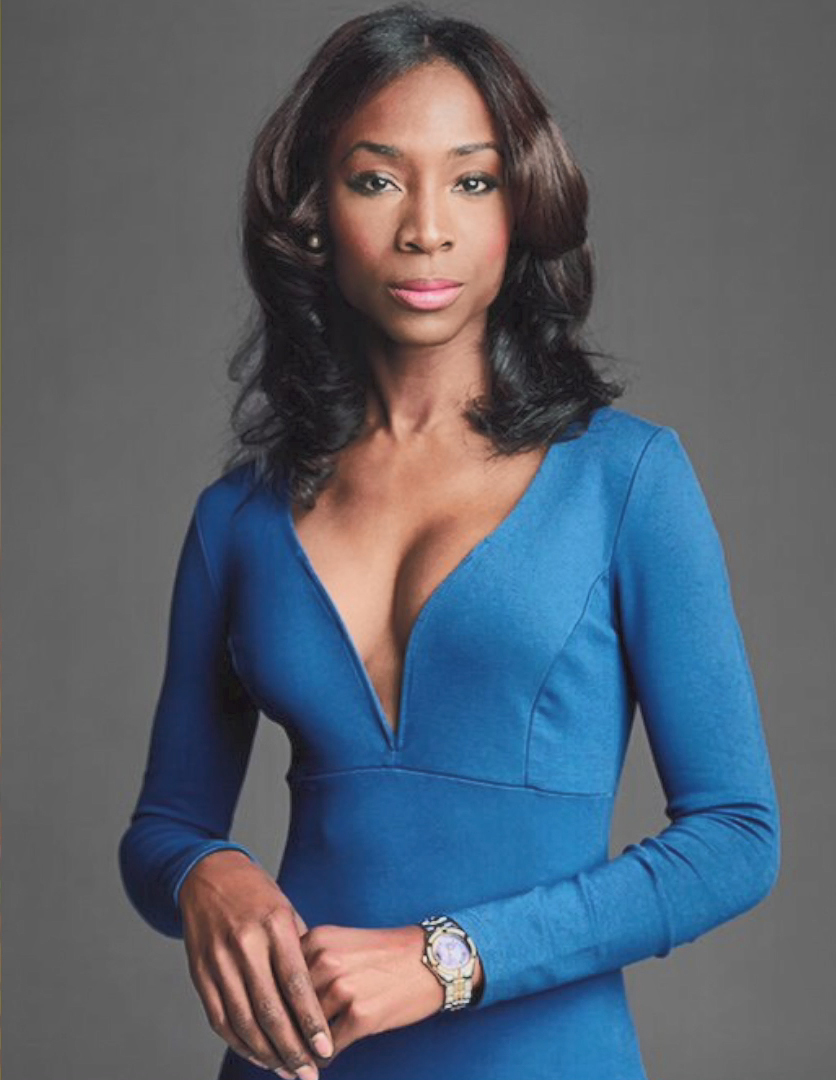
Angelica Ross dans le rôle de l'Alchimiste
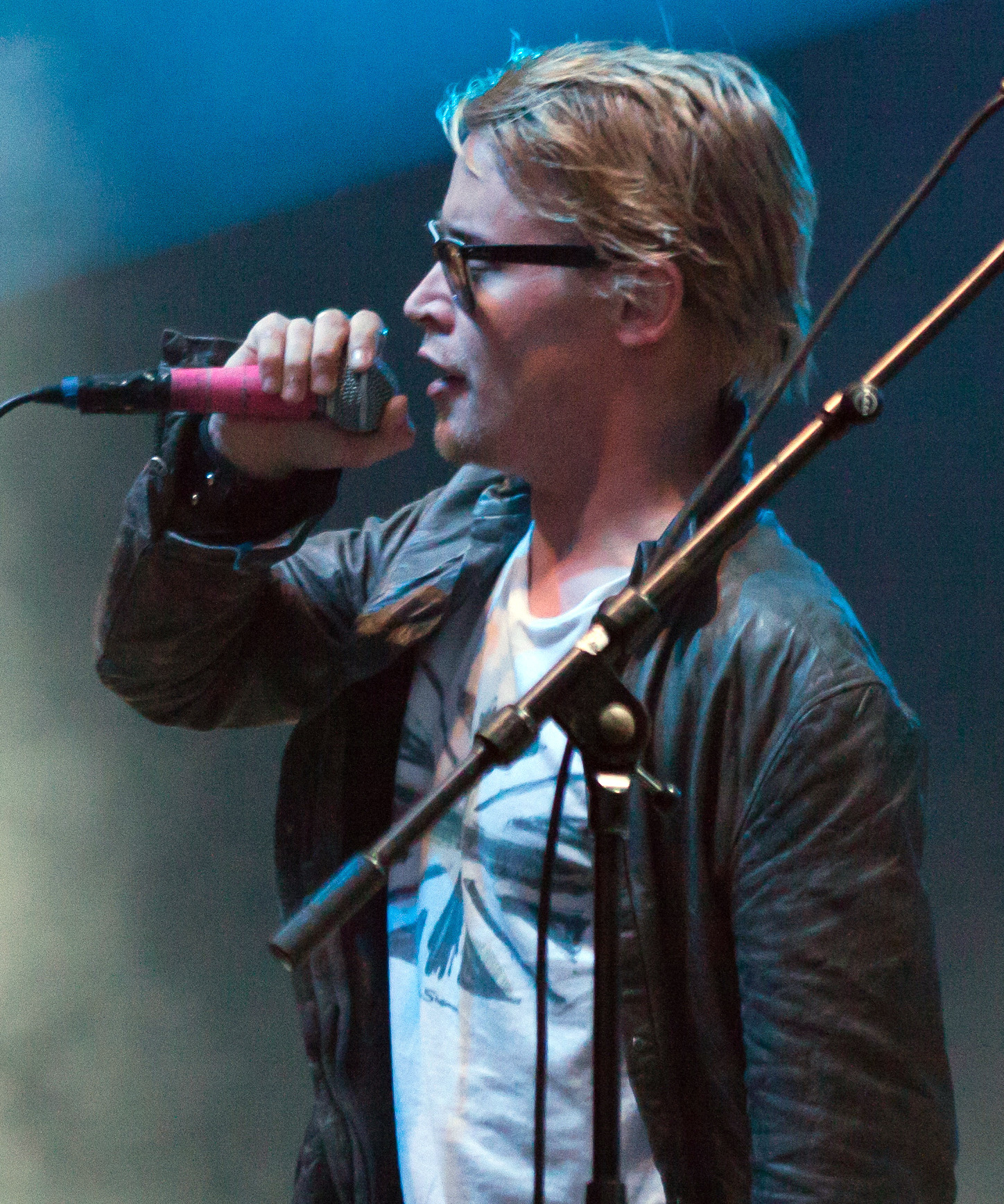
Macaulay Culkin dans le rôle de Mickey

#### Acteurs récurrents
- Denis O'Hare (VF : Nicolas Marié) : Holden Vaughn

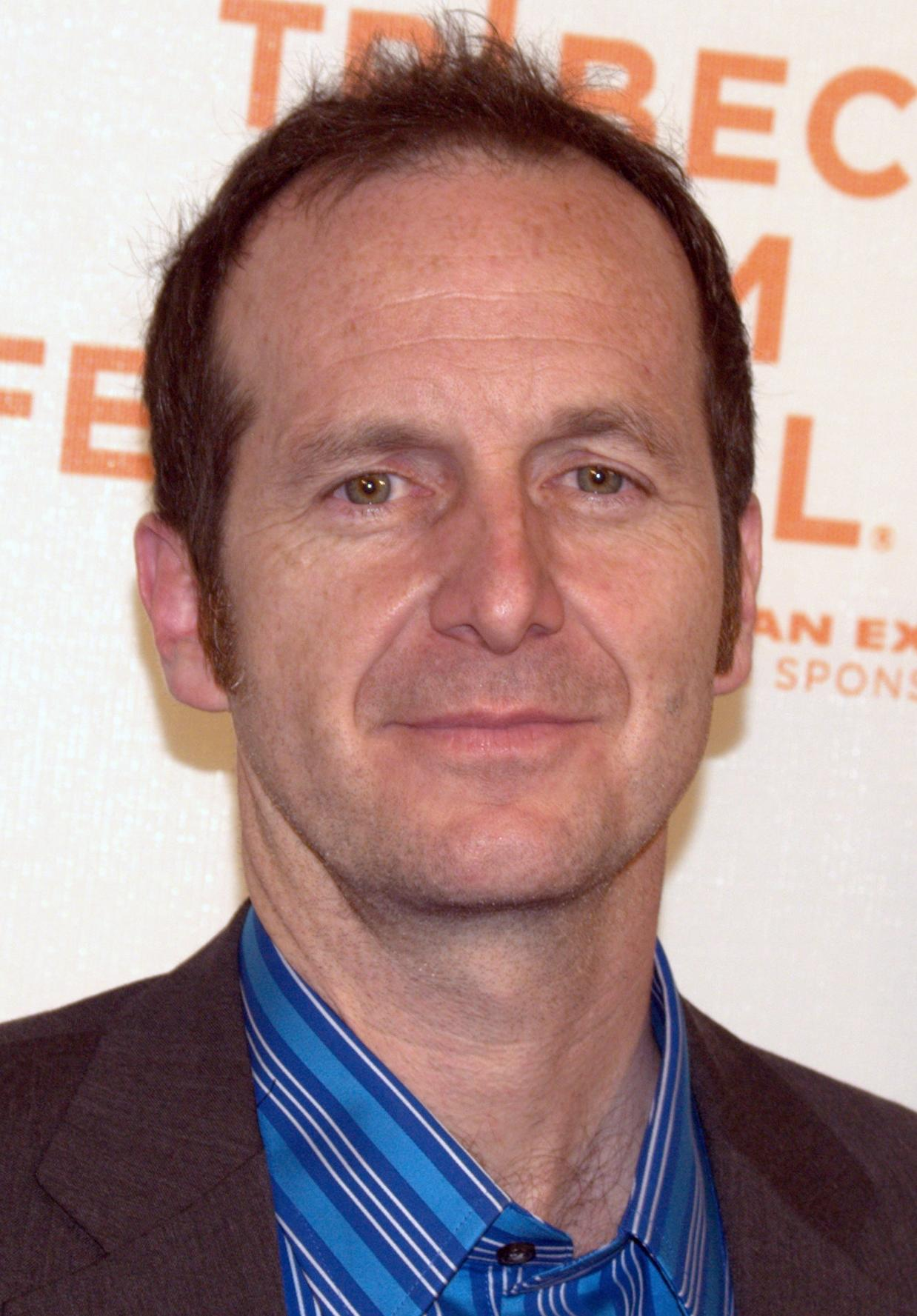
Denis O'Hare dans le rôle d'Holden Vaughn

#### Invités
- Robin Weigert (VF : Maïté Monceau) : Martha Edwards (épisodes 1 et 6)
- John Lacy (VF : Michel Voletti) : Mikey, l'épicier (épisodes 1 et 2)
- Jen Kober (VF : Laurence Mongeaud) : la serveuse (épisodes 1 et 3)
- Spencer Novich : Vlad / Créature pâle 1 (épisodes 1 et 4)
- Daeg Faerch (VF : Samuel Soulié) : Joey (épisode 2)
- Rachel Finninger (VF : Elsa Davoine) : Melanie (épisode 3)
- Blake Shields : Tony (épisode 3)
- Kayla Blake (VF : Zaïra Benbadis) : Dr A. Jordan (épisodes 3 et 5)
- Jim Ortlieb (VF : Laurent Mantel) : Ray Cunningham (épisode 4)
- Eureka O'Hara (David Huggard) : Crystal DeCanter (épisode 4)
- Dot-Marie Jones : l'agent Jan Remy (épisode 6)
- Benjamin Papac (VF : Samuel Soulié) : Rory (épisode 6)
- Alan Brooks : Jack Krenski (épisode 6)

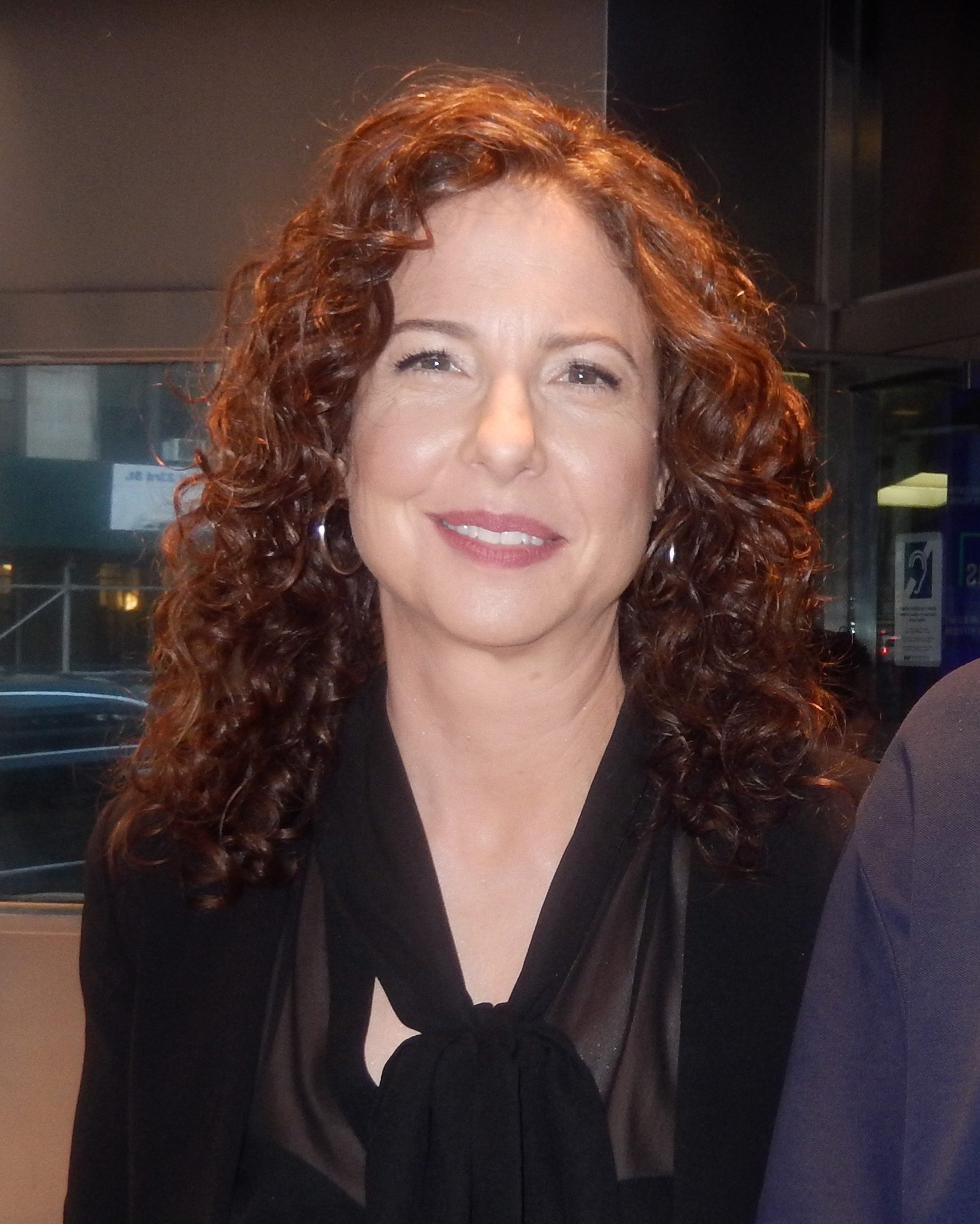
Robin Weigert dans le rôle de Martha Edwards
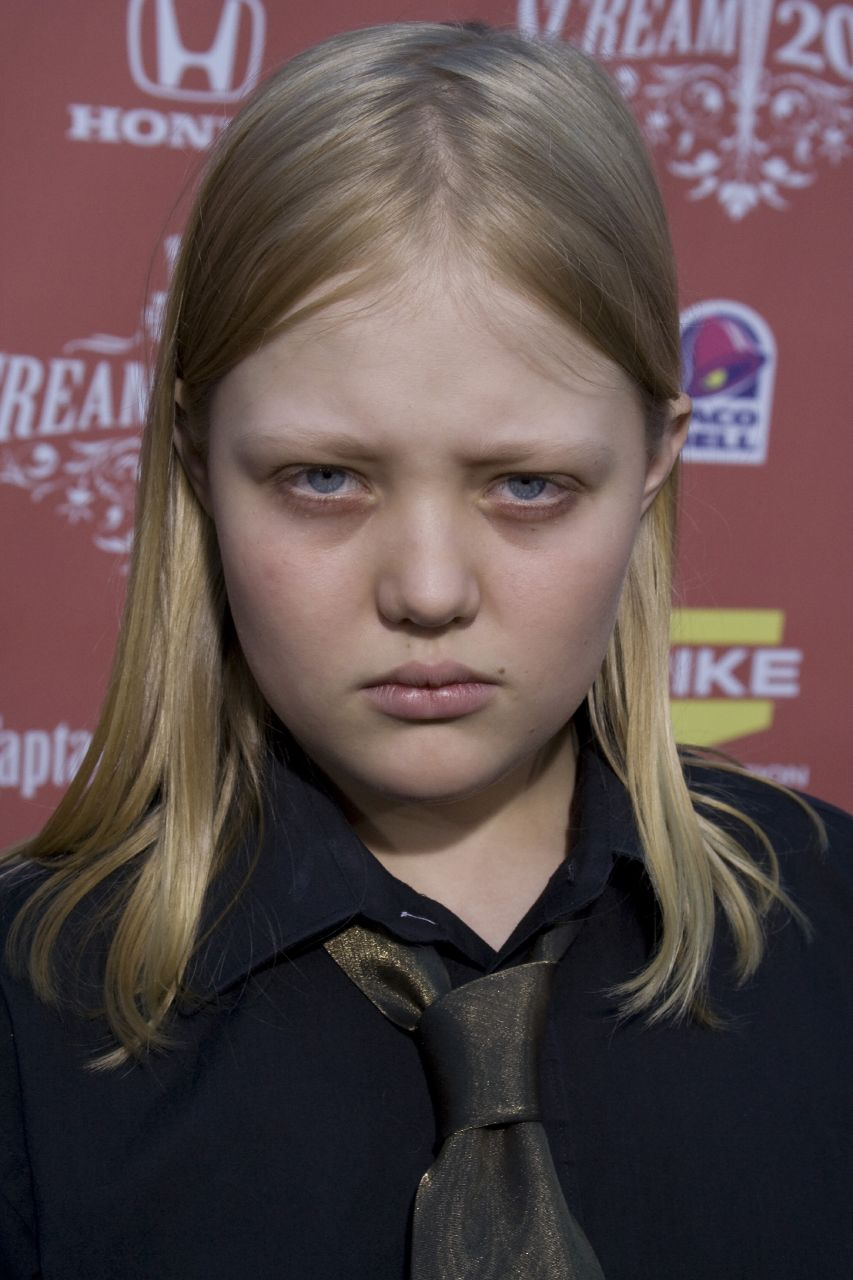
Daeg Faerch dans le rôle de Joey
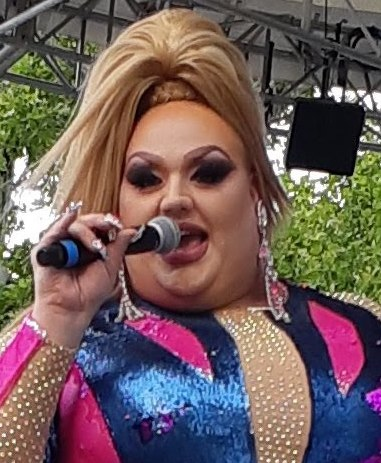
Eureka O'Hara dans le rôle de Crystal DeCanter
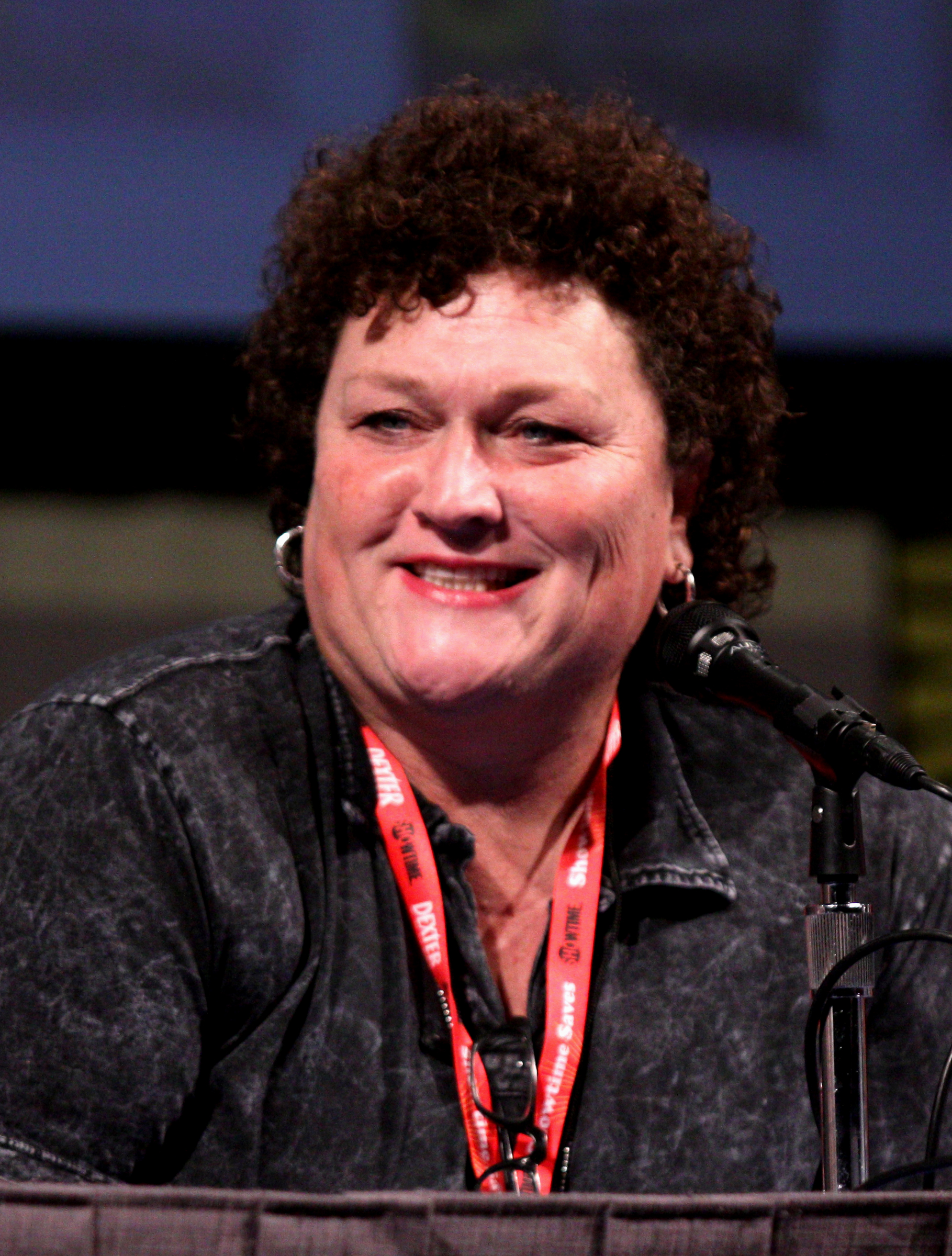
Dot-Marie Jones dans le rôle de Jan Remy

### Deuxième partie:Death Valley

#### Acteurs principaux
- Sarah Paulson (VF : Mélody Dubos) : Mamie Eisenhower
- Lily Rabe (VF : Anne O'Dolan) : Amelia Earhart
- Leslie Grossman (VF : Julie Turin) : Calico
- Angelica Ross (VF : Corinne Wellong) : Theta
- Neal McDonough (VF : Bruno Dubernat) : Dwight D. Eisenhower
- Kaia Gerber (VF : Charlotte Hervieux) : Kendall Carr
- Nico Greetham (VF : Rémi Gutton) : Cal Cambon
- Isaac Cole Powell (VF : Geoffrey Loval) : Troy Lord
- Rachel Hilson (VF : Justine Berger) : Jamie Howard
- Rebecca Dayan (VF : Myrtille Bakouche) : Maria Wycoff

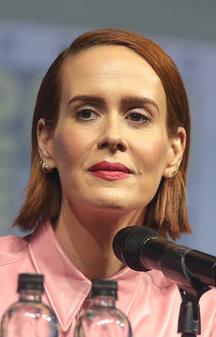
Sarah Paulson dans le rôle de Mamie Eisenhower
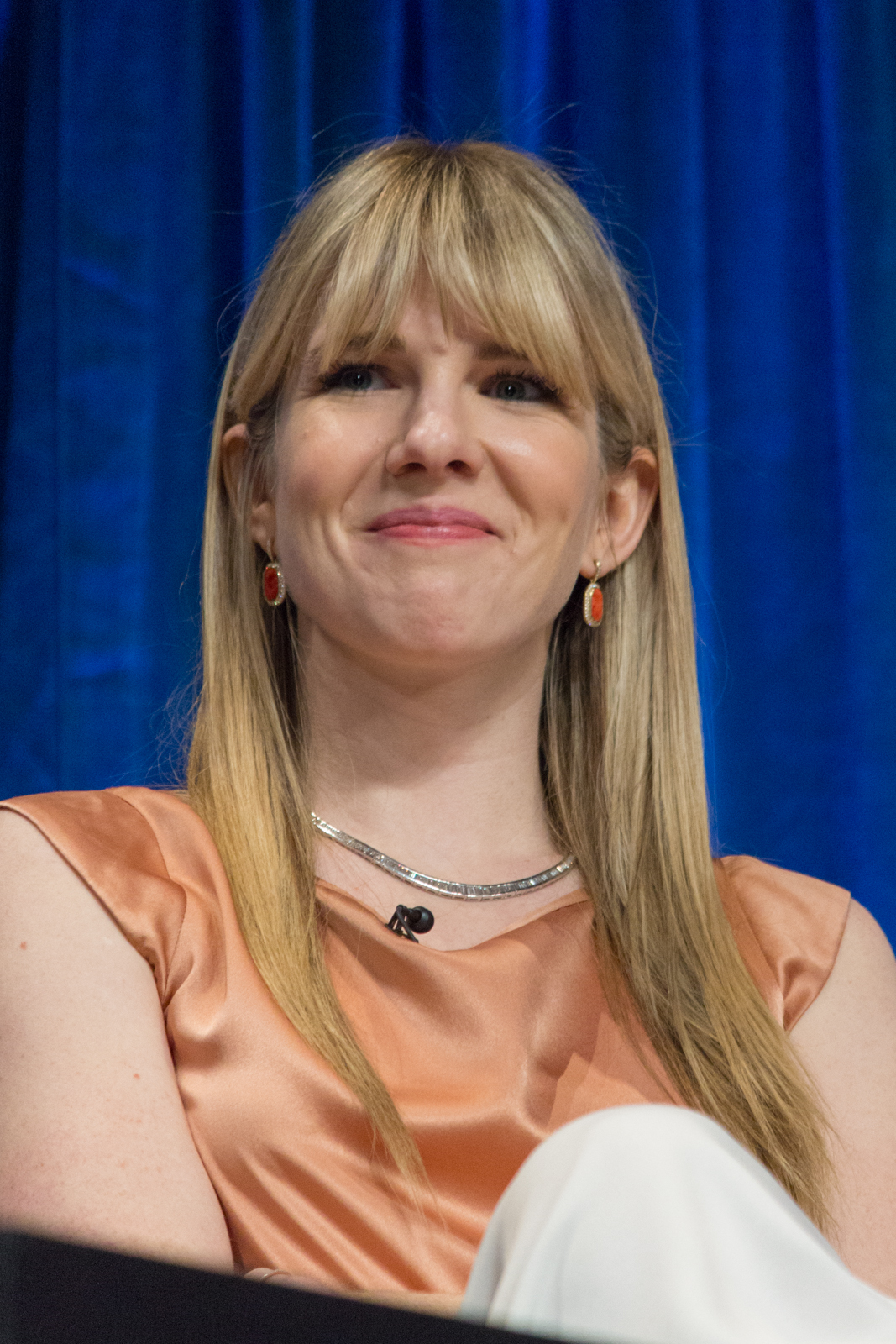
Lily Rabe dans le rôle d'Amelia Earhart
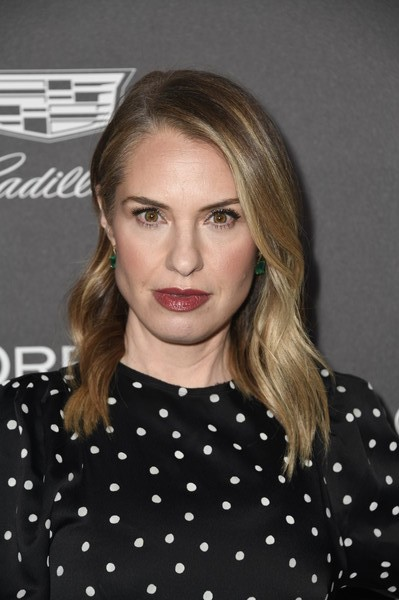
Leslie Grossman dans le rôle de Calico
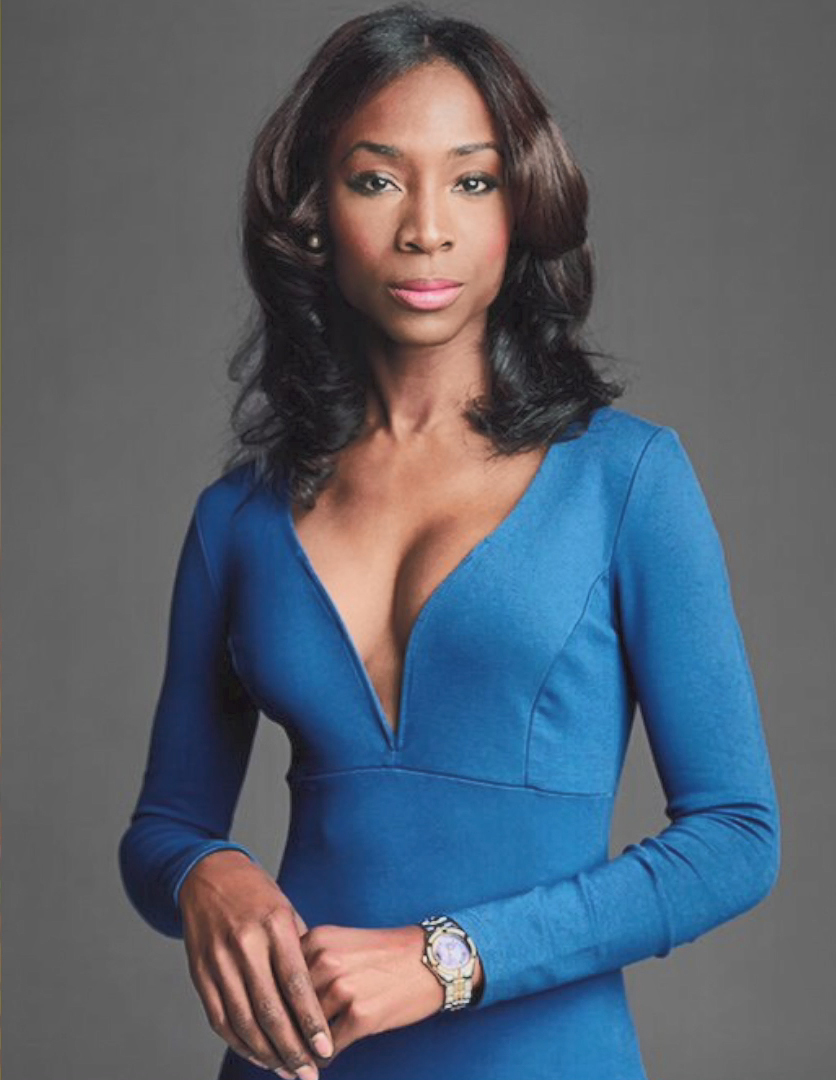
Angelica Ross dans le rôle de Theta
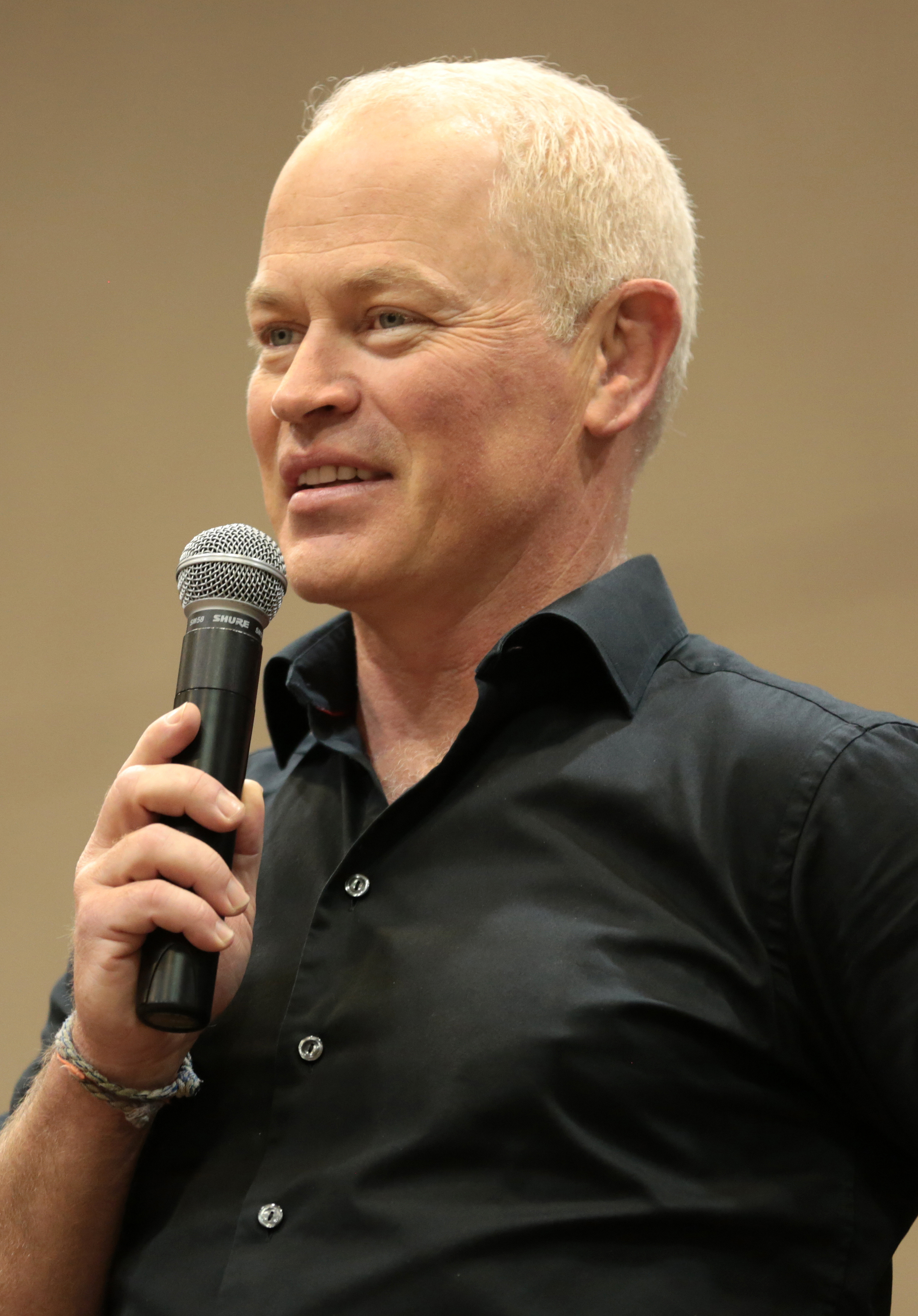
Neal McDonough dans le rôle de Dwight D. Eisenhower

#### Acteurs récurrents
- Cody Fern (VF : Maxime Baudouin) : Valiant Thor
- Mike Vogel (VF : Anatole de Bodinat) : John Fitzgerald Kennedy
- Craig Sheffer (VF : Constantin Pappas) : Richard Nixon
- Christopher Stanley (en) (VF : Bruno Magne) : Sherman Adams

Cody Fern dans le rôle de Valiant Thor
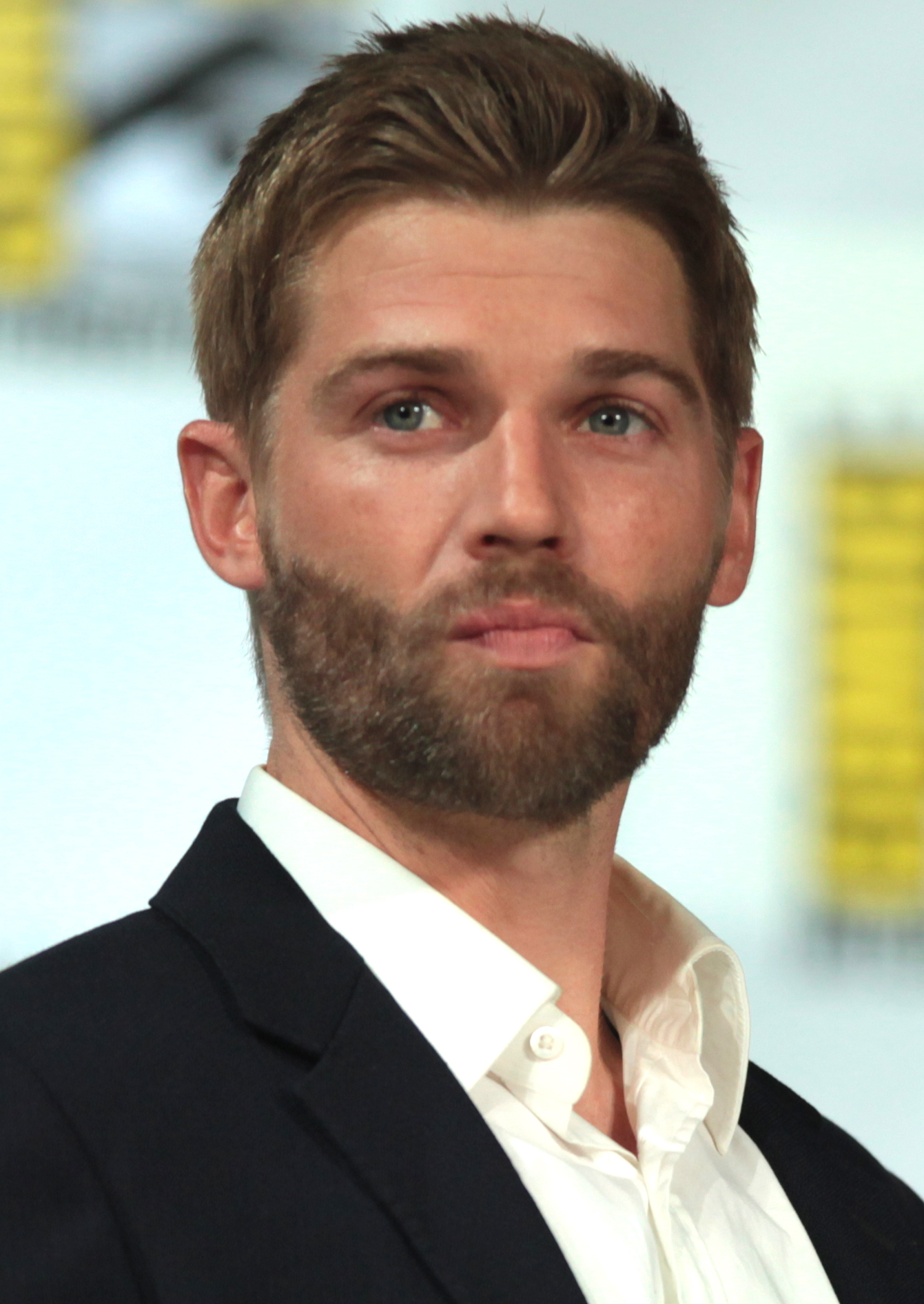
Mike Vogel dans le rôle de John Fitzgerald Kennedy

#### Invités
- Maxwell Caulfield : l'ami de Dwight (épisode 7)
- Chris Caldovino : Colonel Jensen (épisode 7)
- Samuel Hunt : Adam (épisode 7)
- Steven M. Gagnon : l'agent de l'Air Force (épisode 7)
- Len Cordova : Steve Jobs (épisode 8)
- Jacqueline Pinol : Dr Reyes (épisode 8)
- Alisha Soper : Marilyn Monroe (épisodes 8 et 9)
- John Sanders : Buzz Aldrin (épisodes 8 et 9)
- Bryce Johnson : Neil Armstrong (épisode 9)
- Karl Makinen : Lyndon B. Johnson (épisode 9)
- Jeff Heapy : Stanley Kubrick (épisode 9)
- Briana Lane (VF : Christèle Billault) : Dr Richards (épisodes 9 et 10)
- Eric Nenninger : le garde de sécurité (épisode 10)
- Vincent Foster : Henry Kissinger (épisode 10)
- Matt Nolan : Gordon Liddy (épisode 10)

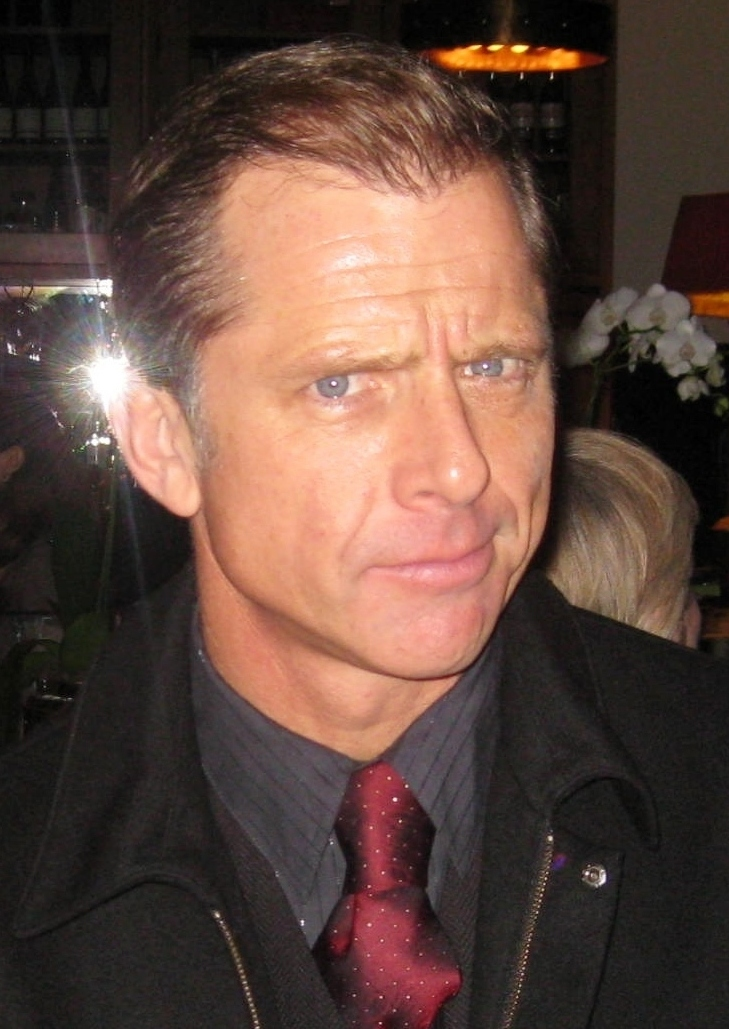
Maxwell Caulfield dans le rôle de l'ami de Dwight
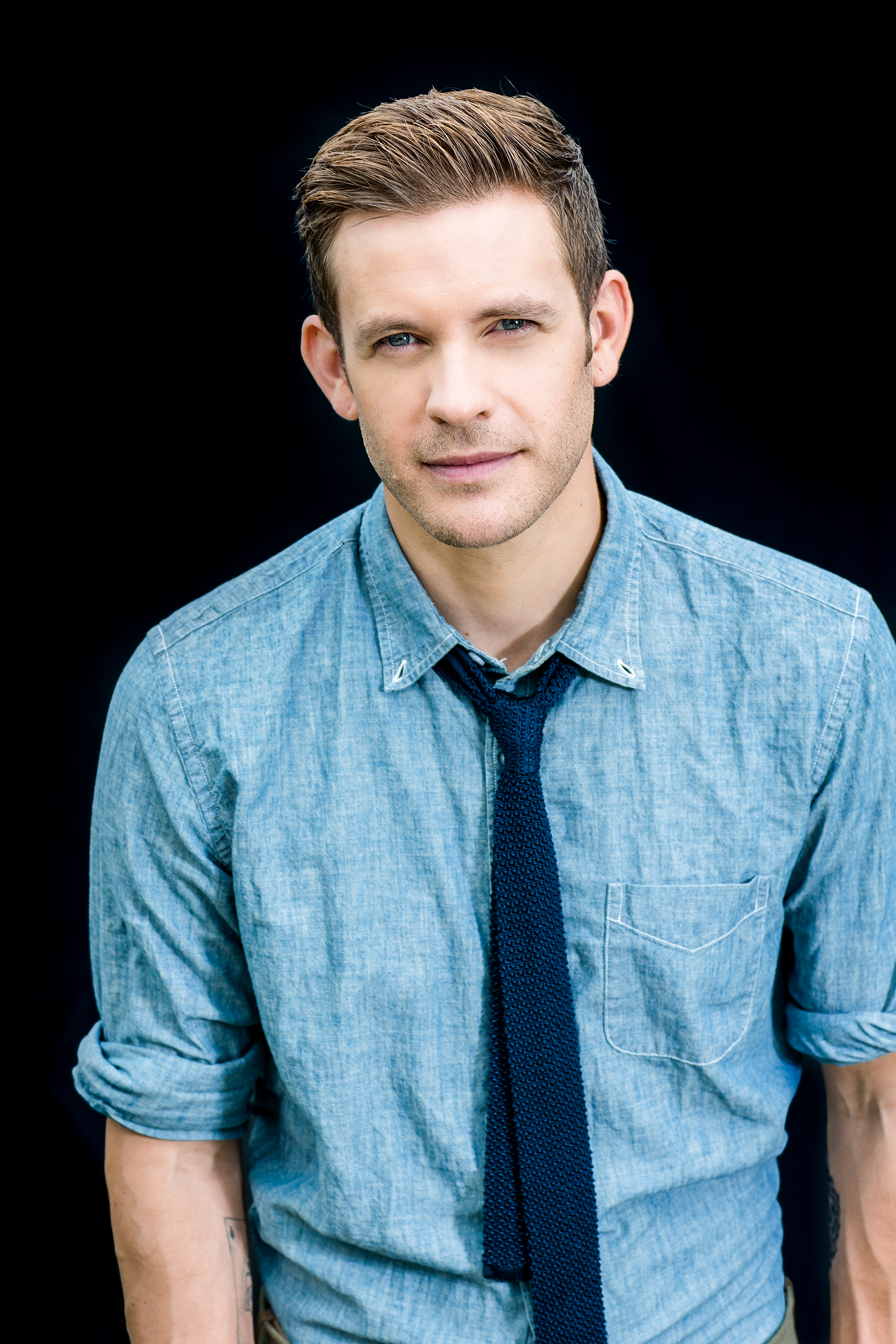
Bryce Johnson dans le rôle de Neil Armstrong

## Développement

### Conception
Le 4 août 2018, la chaîne diffusant la série, FX, a annoncé au site Deadline la commande d'une 10e saison avant même la diffusion d'American Horror Story : Apocalypse, en 2018, et d'American Horror Story : 1984 en 2019.
La saison est prévue pour 2020 aux États-Unis et est la dernière saison confirmée par la chaîne.
Le 9 janvier 2020, la chaîne FX a annoncé que la saison 10 ne serait pas la dernière et que la série a été renouvelé pour trois saisons supplémentaires jusqu'en 2023.
Au début du mois de mai, Ryan Murphy a annoncé qu'il avait envisagé, si nécessaire, de changer le thème prévu pour la saison 10 et de consacrer ce dernier à une future saison à cause de la pandémie de coronavirus. Il a également évoqué de maintenir le thème choisi pour la saison 10 mais avec une production et une diffusion ayant lieu en 2021.
Le 26 mai, la chaîne FX a finalement annoncé que la diffusion de la saison serait repoussée à 2021, le tournage ne pouvant pas avoir lieu à cause de la pandémie.
Le 10 mai 2021, l'actrice Angelica Ross a sous-entendu que la diffusion de la première partie de la saison pourrait commencer en juin et sera composée de six épisodes. Le 18 mai, la chaîne FX annonce que la diffusion de la saison sera terminée pour Halloween. La diffusion de la première partie doit débuter en août 2021, juste après la première saison du spin-off American Horror Stories.

### Casting
Le 14 décembre 2019, lors d'une interview, l'actrice Kathy Bates, connue pour ses multiples rôles dans la série, a sous-entendu qu'elle avait été contactée pour revenir dans la dixième saison.
Le 22 décembre, Sarah Paulson a déclaré qu'elle serait prête à revenir dans la prochaine saison à condition qu'Evan Peters soit également de la partie. Le 10 janvier 2020, l'actrice confirme son retour lors d'une interview. Elle déclare également qu'elle interprètera l'un des personnages principaux de la saison.
Le 7 février 2020, Billy Eichner, présent dans les saisons 7 et 8, a affirmé qu'il ne serait pas présent dans la saison 10.
Le 26 février 2020, Ryan Murphy publie une vidéo présentant le casting principal de la saison 10, avec le retour de Kathy Bates, Leslie Grossman, Billie Lourd, Sarah Paulson, Evan Peters, Adina Porter, Lily Rabe, Angelica Ross et Finn Wittrock, tandis que Macaulay Culkin rejoint pour la première fois la série.
Le 27 avril 2020, des rumeurs annoncent que la chanteuse Ariana Grande pourrait faire une apparition.
Le 19 novembre 2020, Spencer Novich est annoncé au casting de cette saison à la suite du partage de son audition sur le compte Instagram de Ryan Murphy.
Le 6 février 2021, Ryan Murphy annonce le retour de Frances Conroy, cette dernière remplaçant Kathy Bates pour des raisons de santé.
Le 20 mars 2021, il annonce que cette saison aura deux parties avec un casting totalement différent pour chacune d'elles. Le casting dévoilé le 26 février 2020 correspond au casting de la première partie. Ryan Murphy a annoncé que le casting de la deuxième partie serait dévoilé plus tard. Le lendemain, il annonce le retour de Denis O'Hare après 3 ans d'absence dans la série. Le même jour, des rumeurs annoncent que Cody Fern et Jamie Brewer seraient également présents dans la deuxième partie de la saison. Le 24 mars, l'arrivée du mannequin Kaia Gerber au sein de la série est annoncée.
Le 22 avril 2021, le magazine TMZ annonce que Paris Jackson et Emma Roberts pourraient faire partie du casting de la deuxième partie de la saison.
Le 15 juin, il est annoncé que l'acteur Neal McDonough rejoint la distribution principale de la deuxième partie de la saison.
Le 10 août, Sarah Paulson annonce qu'elle sera également présente dans la deuxième partie et qu'elle incarnera un nouveau personnage. 3 jours plus tard, Cody Fern annonce qu'il ne sera pas de retour dans cette saison, tandis que Lily Rabe rempile à nouveau pour la deuxième partie.
Le 25 août, avant que le premier épisode de la saison ne soit diffusée, le casting principal de la deuxième partie est révélé : il est composé de Sarah Paulson, Neal McDonough, Kaia Gerber, Nico Greetham, Rachel Hilson, Lily Rabe, Rebecca Dayan, Angelica Ross, Leslie Grossman et Cody Fern.

### Tournage
Le 29 février 2020, l'actrice Angelica Ross a laissé sous-entendre que le tournage pourrait débuter au mois de mars pour une diffusion prévue à l'été ou à la rentrée de la même année.
Le 7 mars, il est annoncé que la saison sera principalement tournée à Provincetown, dans le Massachusetts, au cours des mois de mars et avril.
Le 4 avril, alors que le tournage devait débuter, Ryan Murphy a annoncé que la production de la saison avait été suspendue jusqu'à nouvel ordre en raison de la pandémie de Covid-19.
Le 28 août, Ryan Murphy a annoncé sur son compte Instagram que le tournage commencera au mois d'octobre. Fin octobre, le tournage est décalé à mi-novembre.
Le tournage débute finalement le 2 décembre 2020 à Los Angeles sous le nom d'American Horror Story : Pilgrim. Cependant, il est arrêté jusqu'au 18 janvier 2021 en raison de la pandémie de coronavirus. Le 6 février, Sarah Paulson a annoncé que trois épisodes sur dix avaient été tournés, confirmant par la même occasion le nombre d'épisodes dont serait formée la saison.
Le tournage reprend à partir du 1er mars 2021 dans la ville de Provincetown, dans le Massachusetts. Plusieurs commerces sont utilisés, comme le restaurant The Mews Restaurant & Cafe, le salon de tatouage Coastline Tattoo Studio, ainsi que le Pilgrim Monument. Il a également lieu dans plusieurs villes de Californie au cours du mois d'avril, à savoir Malibu, Los Angeles, Port Hueneme, Bel Air, Culver City et Oxnard, où Sarah Paulson a été aperçue avec des cheveux roses.
Le 16 mai 2021, le tournage de la première partie est terminé.
En juillet, le tournage de la deuxième partie débute dans le désert de Californie. Cependant, le 20 du mois, il est interrompu pendant une semaine à cause de la présence de cas de Covid-19 au sein de l'équipe de tournage. Certaines scènes sont tournées à Hollywood Boulevard, ainsi que dans la ville de Concord. Les Fox Studios sont également utilisés pour tourner des scènes d'intérieur.
Le tournage de la deuxième partie se termine le 27 septembre, soit dix mois après le début de la production de la saison.

### Promotion
Au cours de la diffusion de la neuvième saison, Ryan Murphy a annoncé qu'un indice majeur sur le thème de la saison 10 serait indiqué dans l'épisode 8 de la saison 9. Les rumeurs et les théories laissent entendre que la prochaine saison sera centrée autour des légendes urbaines américaines,,.
Le 26 février 2020, le tout premier teaser de la saison, présentant entre autres le casting, a été diffusé par Ryan Murphy.
En mars, il est annoncé que l'intrigue principale de la saison se déroulerait dans un petit village au bord de la mer où des évènements surnaturels ont lieu. Au cours du même mois, Ryan Murphy a publié la première affiche promotionnelle de la saison.
Le 30 août, après avoir annoncé le retour à la production de la saison, Ryan Murphy a publié une image représentant des dents acérées, éveillant chez les fans de la série des idées de théorie concernant le thème, comme des vampires, des cannibales, ou bien des sirènes.
Le 10 novembre, Ryan Murphy publie le premier poster officiel de la saison sur son compte Instagram.
Le 20 mars 2021, Ryan Murphy annonce sur son compte Instagram le titre de la dixième saison : Double Feature, avec deux histoires différentes. Le lendemain, il sous-entend que le thème de la deuxième partie sera celui que tous les fans attendent depuis des années.
Le 16 mai 2021, Ryan Murphy annonce que le tournage de la première partie est terminé et que la production liée à la promotion (teasers et posters) allait débuter. Le 24 juin, une nouvelle affiche est publiée sur les réseaux sociaux, cette dernière représentant une créature aux dents acérées embrassant un alien.
Le 5 juillet, le titre du premier épisode est révélé : Cape Fear. Il s'agit d'une référence à un lieu réel, le cap Fear, en Caroline du Nord, mais également au thriller psychologique de 1962 avec Gregory Peck et Robert Mitchum intitulé Les Nerfs à vif (Cape Fear en VO), ou à son remake de 1991 du même nom réalisé par Martin Scorsese, avec, entre autres, Jessica Lange.
Le 27 juillet, la première vidéo de promotion est dévoilée. Il est annoncé que la première partie de la saison s'intitulera "Red Tide" et la seconde "Death Valley".
La bande annonce de la première partie est postée en ligne le 13 août. Le 25 août, un teaser présentant les deux parties est dévoilé avant la diffusion du premier épisode. Il présente également le casting principal de la deuxième partie.

## Épisodes

### Première partie:Red Tide

#### Épisode 1:Mort à Cap Cod
- États-Unis /  Canada : 25 août 2021 sur FX / FX Canada
- France : 
  - 26 août 2021 sur Canal+ Séries (en VOSTFr)
  - 17 novembre 2021 sur Canal+ Séries (en VF)
  - 31 août 2022 sur Disney+
- Belgique
  - 20 octobre 2021 sur Disney+

- États-Unis : 930 000 téléspectateurs (première diffusion)

- Robin Weigert : Martha Edwards
- John Lacy : Mikey
- Jen Kober : la serveuse
- Spencer Novich : Créature pâle 1
- Pierce Cady : Créature pâle 2
- Laurie Deziel : Créature pâle 3
- Adam Lendermon : Créature pâle 4
- V Nixie : Créature pâle 5
- Graham Reese : Créature pâle 6

Harry Gardner (Finn Wittrock), sa femme enceinte Doris (Lily Rabe), et leur fille Alma (Ryan Kiera Armstrong), décident de quitter New York afin de passer les trois mois d'hiver à Provincetown, une petite ville tranquille du Massachusetts au bord de la mer. Cependant, avant d'arriver en ville, Alma fait remarquer à ses parents que de nombreux animaux morts sont présents sur les abords de la route. Au même moment, Harry freine brusquement pour éviter un cerf mort sur la route, ce dernier présentant d'importantes blessures.
Ils arrivent finalement à leur maison, où ils sont accueillis par Martha (Robin Weigert), et où Doris s'est engagée à refaire la décoration après s'être faite remarquer par les propriétaires grâce à ses travaux qu'elle poste sur les réseaux sociaux. Harry, lui, est chargé d'écrire le scénario d'une série policière. En attendant, ce dernier décide d'aller faire quelques courses. Au supermarché, il est accosté par une sans-abri qui se fait appeler Karen la tuberculeuse (Sarah Paulson), qui l'insulte violemment avant de lui implorer de quitter la ville, cette dernière paraissant être effrayée par quelque chose. 
Le lendemain, Harry se met directement au travail, mais il fait rapidement face au syndrome de la page blanche. Afin de ne pas le déranger, Doris et Alma partent faire un tour en ville. Alors qu'elles arrivent au niveau du cimetière, Doris aperçoit un étrange individu pâle qui commence à leur courir après jusqu'à leur maison, et parvient presque à y pénétrer, avant de s'enfuir. Choqué, le jeune couple décide de consulter la cheffe de police Burelson (Adina Porter), qui leur annonce qu'il s'agissait probablement d'un toxicomane tentant de les effrayer, et leur annonce qu'ils n'ont rien à craindre en ville. Pourtant, une fois la nuit tombée, Alma aperçoit plusieurs individus pâles devant leur maison, ces derniers ayant des dents acérées.
Le jour suivant, Harry décide de partir faire son footing, mais une fois qu'il arrive sur la plage, il aperçoit deux cadavres de pêcheurs éventrés. Afin de se changer les idées, lui et Doris décident de se rendre au restaurant dans la soirée, mais cette dernière est prise de nausée mais insiste quand même pour qu'il y aille seul et se détende.
Une fois sur place, il est approché par Mickey (Macaulay Culkin), qui semble être un toxicomane et qui lui fait des avances louches. Par la suite, il se voit offrir un verre par deux individus excentriques qu'il avait remarqués alors qu'ils chantaient une chanson. Il s'agit de Sarah Cunningham (Frances Conroy), une écrivaine de renom qui écrit sous le pseudonyme de Belle Noir, et d'Austin Sommers (Evan Peters), un dramaturge. Tous les deux expliquent qu'ils passent leurs hivers à Provincetown car ils trouvent que le lieu est inspirant, mais ils sont interrompus par Karen qui interpelle à nouveau Harry, en lui disant de ne pas approcher les deux individus.
Une fois rentré chez lui, Harry est agressé par un individu pâle qui tente de l'égorger avec ses dents, mais il parvient à le tuer. Pendant ce temps, Belle reçoit Mickey chez elle, mais cette dernière présente également des dents acérées et lui suce le sang. Au même moment, Karen reçoit un appel de Belle, qui lui ordonne de lui apporter un bébé. A contrecœur, elle lui apporte un nouveau-né en échange de quelques grammes de drogue.

#### Épisode 2:Pâle comme la mort
- États-Unis /  Canada : 25 août 2021 sur FX / FX Canada
- France : 
  - 27 août 2021 sur Canal+ Séries (en VOSTFr)
  - 17 novembre 2021 sur Canal+ Séries (en VF)
  - 31 août 2022 sur Disney+
- Belgique
  - 27 octobre 2021 sur Disney+

- États-Unis : 580 000 téléspectateurs (première diffusion)

- Daeg Faerch : Joey
- John Lacy : Mikey
- Austin Woods : l'homme tué par Harry
- Pierce Cady : Créature pâle 2
- Laurie Deziel : Créature pâle 3
- Adam Lendermon : Créature pâle 4
- V Nixie : Créature pâle 5
- Graham Reese : Créature pâle 6

Alors que la famille s'apprête à quitter Provincetown, Harry est soudainement pris par une folle envie d'écrire, et préfère retourner dans la maison. Il est rejoint par Doris et Alma, mais la jeune fille, qui joue du violon, annonce à sa mère qu'elle à vu son père prendre une pilule au moment de partir. Inquiète, Doris questionne Harry, mais il est pris d'une colère soudaine et s'en prend à Alma car il croit qu'elle est jalouse de son talent, mais il se reprend et s'excuse.
Le lendemain, après avoir écrit toute la nuit, Harry se rend au supermarché, mais sur la route, il croise plusieurs individus pâles, mais en fin de compte, ils l'ignorent et s'enfuient. Une fois au magasin, Karen l'aborde à nouveau et l'insulte en lui disant qu'il n'aurait pas du prendre la pilule. De retour chez lui, il s'empresse de boire le sang des barquettes de viandes qu'il a achetées, comme si c'était une drogue. 
Plus tard, alors que Doris cuisine, elle se coupe le doigt et Harry se jette sur elle pour sucer son sang, apeurant cette dernière. Dépassé par les évènements, il se rend chez Austin pour avoir des explications. Il apprend notamment que les pilules, qu'il appelle la Muse et qui sont fabriquées par l'Alchimiste, ne fonctionnent que sur les artistes qui ont du talent, et que les individus pâles qui rôdent en ville sont tout simplement des personnes qui n'en ont pas. 
De retour chez lui, Harry reçoit un appel d'Ursula, qui lui indique que son scénario a séduit Netflix et va être adapté, emplissant de joie le couple. Cependant, au moment de se remettre au travail, Harry est à nouveau en manque d'inspiration et retourne chez Austin, où il retrouve également Belle. Il prend une autre pilule et les trois individus sortent pour se nourrir. Une fois en voiture, Belle explique à Harry qu'après avoir pris une pilule, ils ont besoin de boire du sang. Pour cela, ils tuent des individus inutiles à la société, comme des criminels ou des délinquants, afin de ne pas attirer la police. 
Karen est invitée au squat de Mickey pour passer la nuit au chaud. Sur place, il lui révèle qu'il est scénariste et qu'il a écrit quelques textes, sans succès. Karen, elle, se révèle être douée pour la peinture, et Mickey l'incite à prendre une pilule pour décupler ses talents, mais elle refuse, tandis que lui, n'hésite pas une seconde.
Harry, Austin et Belle arrivent chez ce qui semble être un cambrioleur qu'ils ont contacté auparavant. Ils le tuent et se nourrissent de son sang. Sur le chemin du retour, Belle conseille à Harry de rencontrer le Dr. Feldman afin de régler un problème avec ses dents. Le lendemain, il se rend donc dans un salon de tatouage, où il rencontre Leslie Feldman (Billie Lourd), une tatoueuse qui se fait appeler Lark et qui prend, elle aussi, des pilules noires. Elle l'emmène à l'arrière de son cabinet et lui taille les dents en pointes. 

#### Épisode 3:Le goût du sang
- États-Unis /  Canada : 1er septembre 2021 sur FX / FX Canada
- France : 
  - 2 septembre 2021 sur Canal+ Séries (en VOSTFr)
  - 17 novembre 2021 sur Canal+ Séries (en VF)
  - 31 août 2022 sur Disney+
- Belgique
  - 3 novembre 2021 sur Disney+

- Rachel Finninger : Melanie
- Blake Shields : Tony
- Kayla Blake : Dr. A Jordan
- Jen Kober : la serveuse
- Joe Pistone : le policier
- Sean Jenkins : l'homme tué par Mickey
- David Brezniak : le coroner
- Geoffrey Tozer : le pianiste

Après avoir retrouvé Alma au cimetière, Doris, paniquée, la lave de force, cette dernière ayant peur qu'elle attrape une maladie à cause du sang de lapin. Au même moment, la famille reçoit la visite du chef Burelson, qui annonce à Harry que de nombreux meurtres ont eu lieu dans toute la région du Cap Cod, et elle fait remarquer que les habitants de la ville ont aperçu Alma au cimetière, couverte de sang. Mais à cause du stress, Doris est prise de contraction et chute dans les escaliers.
Une fois à l'hôpital, elle se remet rapidement, mais elle doit rester quelques jours en observation. Ils se promettent alors, avec Harry, de retourner à New-York une fois qu'elle sera sortie. Mais une fois en voiture avec Alma, elle découvre que son père a menti à sa mère pour ne pas la stresser, et ce dernier lui ordonne d'arrêter de prendre des pilules. Elle accepte, à condition que lui aussi arrête d'en prendre.
Mais le lendemain, au moment de se mettre au travail, Harry est à nouveau frappé par le manque d'inspiration et prend une pilule, sous les yeux d'Alma, qui, à son tour, en consomme une. Le soir, ils se rendent au restaurant, et Alma explique qu'ils devraient se débarrasser de Doris, car elle n'est pas aussi talentueuse qu'eux, mais Harry l'interrompt en disant que ce qui compte, c'est que la famille s'aime mutuellement. Au même moment, la petite fille annonce à son père qu'elle a faim, et ce dernier décide d'aller lui chercher du sang frais. 
Il se rend alors chez une jeune femme après avoir "répondu" à une annonce, mais sur place, il est assommé par un homme, puis séquestré. Il découvre que les individus réalisent des snuff movies, en y mêlant de la pornographie. Mais au moment de passer à l'acte, la jeune femme s'aperçoit que la caméra n'a plus de batterie. Harry en profite pour couper la corde qui retient ses mains avec ses dents et il se jette sur eux. Il assassine la fille en la mordant au cou et blesse l'homme avec un pistolet, le laissant se vider de son sang pour le rapporter à Alma.
Le lendemain, il reçoit la visite d'Ursula, qui est venue lui annoncer que son scénario intéresse Quentin Tarantino et que les droits ont déjà été vendus à Hulu. Curieuse, elle lui demande comment il a réussi à trouver toute cette inspiration, ce à quoi il répond que c'est grâce à la ville et son atmosphère. Plus tard, elle se rend au restaurant, où elle rabaisse notamment Belle et Austin alors qu'ils chantent, mais elle est surtout abordée par Mickey, qui lui supplie de lire ses scénarios, mais elle le rejette. Il la rejoint sur la plage et accepte tant bien que mal de les lire. 
Elle se rend compte que Mickey a réalisé un travail de qualité et elle le retrouve le lendemain au restaurant. Mais elle a des soupçons et lui annonce qu'Harry était un raté avant d'arriver à Provincetown,  et qu'elle s'est également renseignée sur Belle et Austin, ces derniers ayant gagné des prix après avoir écrit au sein de la ville. Ce dernier lui explique que les écrivains arrivent à écrire grâce à une pilule, et elle lui ordonne d'en ramener, ce qu'il s'empresse de faire le soir-même en s'introduisant chez Belle, qui est sortie "dîner" avec Harry et Austin. De leur côté, ils assassinent trois individus, mais ils remarquent qu'Harry emporte du sang dans un pot et leur avoue qu'il est pour Alma. Offusqués, ils lui annoncent qu'elle doit à tout prix arrêter de prendre des pilules. Après l'avoir laissé chez lui, tous deux discutent, et se disent qu'ils n'ont pas d'autre choix que de le tuer.
Le lendemain, Mickey tue un homme sur la plage, et lorsqu'il rentre à son squat, il y trouve Belle et s'excuse d'avoir volé ses pilules. Pour se racheter, elle lui ordonne de tuer Ursula. Sur la plage, la cheffe Burelson interroge le seul témoin de l'assassinat perpétré par Mickey. Il s'agit d'Holden Vaughn (Denis O'Hare), un décorateur d'intérieur. Mickey se rend alors à l'hôtel où loge Ursula, qui ne ressent aucune peur face à lui et qui lui fait à nouveau du chantage, en lui disant qu'elle peut financer un film basé sur son manga préféré. Elle lui demande surtout de la conduire à la personne qui fabrique les pilules, l'Alchimiste (Angelica Ross), et qu'elle a une proposition à lui faire. 
Tous les deux se rendent chez elle, qui les accueille froidement, et Ursula lui expose sa proposition : elle doit lui fournir des pilules afin de les faire prendre à des scénaristes, à la différence qu'elle toucherait une part des bénéfices, contrairement à Belle et Austin qui ne lui fournissent rien, mais elle refuse. Plus tard, elle prévient les deux individus et leur ordonne de les tuer eux, Harry, et sa famille. 

#### Épisode 4:Buffet sanglant
- États-Unis  /  Canada : 8 septembre 2021 sur FX / FX Canada
- France : 
  - 9 septembre 2021 sur Canal+ Séries (en VOSTFr)
  - 24 novembre 2021 sur Canal+ Séries (en VF)
  - 31 août 2022 sur Disney+
- Belgique
  - 10 novembre 2021 sur Disney+

- États-Unis : 610 000 téléspectateurs (première diffusion)

- David Huggard : Crystal DeCanter
- Jim Ortlieb : Ray Cunningham
- Spencer Novich : Vlad / Créature pâle 1
- Deborah Geffner : Joanna
- Michael Andrew Barker : Chaka
- Devon Coull : Ivy
- Gabriel Belloti : Frank
- Nat Anglin : Tony
- Mateo Mpinduzi-Mott : Bart
- Jason Medwin : le videur
- Blanca Araceli : la veuve
- Christine Lin : la femme déguisée

Cinq ans plus tôt
Au cours du mois d'octobre, l'Alchimiste débarque à Provincetown. Elle est accueillie par Holden, qui lui fait visiter une maison et qu'elle achète. Alors qu'il la soupçonne de fabriquer de la drogue, elle lui annonce qu'elle est diplômée d'Harvard et qu'elle est simplement venue chercher de la tranquillité. Une fois seule, elle se met rapidement au travail et fabrique les fameuses pilules noires. Dans la soirée, elle se rend au restaurant, où elle rencontre Mickey, et prétend être intéressée par ses services.
Une fois chez elle, il lui annonce qu'il a écrit quelques scénarios, mais qu'il ne les a jamais montrés à personne. L'Alchimiste lui révèle qu'elle a travaillé pour l'armée en analysant la partie créative du cerveau, mais elle seule a trouvé l'origine de la créativité chez les artistes, et, pour décupler cette créativité, a mis au point un médicament. Elle propose alors à Mickey de prendre une des pilules, mais il refuse. Il accepte en revanche de lui ramener des clients contre de l'argent.
Dans un bar musical, Mickey, en compagnie de Karen, repère un individu qui paraît avoir des capacités en chant. Dans la soirée-même, le chanteur se rend donc chez l'Alchimiste. De son côté, Belle, qui était une femme douce, tient une séance de dédicaces dans la librairie locale, mais elle paraît avoir peu de succès. L'Alchimiste arrive et lui annonce qu'elle a vu le talent en elle. Touchée par le compliment, Belle lui offre un livre. Une fois dehors, elle retrouve son mari Ray, qui la méprise et qui la rabaisse quant au fait que ses livre ne rencontrent pas de succès.
Le soir, elle se rend au restaurant, où Mickey l'aborde. Il lui propose alors de prendre de la drogue, tandis que le cas du chanteur s'aggrave petit à petit. Alors que Belle en redemande, Mickey préfère l'emmener chez l'Alchimiste. Sur place, elle lui annonce qu'elle est talentueuse et, malgré ses avertissements concernant les effets secondaires sur les pilules, Belle n'hésite pas à en prendre une. Une fois rentrée à sa chambre d’hôtel, elle se met immédiatement à écrire, et ce tout au long de la nuit.
Le lendemain matin, Ray rentre à l'hôtel, mais il lui annonce qu'il l'a trompée. Folle de rage, elle l'assassine et boit son sang. Elle consulte alors l'Alchimiste, qui est fascinée par ses propos, tandis qu'Holden trouve les restes du corps sur la plage. Plus tard, elle reçoit la visite du chanteur, qui lui annonce qu'il est victime de nombreux effets secondaires, mais elle le rassure et l'envoie s'acheter des habits. Il se rend alors chez Lark, où il achète un manteau, celui que porteront les créatures pâles à l'avenir. Alors qu'il se rend au cimetière, il assassine une veuve et se nourrit de son sang. Affolé, il décide à nouveau de consulter l'Alchimiste, mais il se montre menaçant. Cette dernière pointe alors une arme sur lui et elle lui annonce qu'il ne sera pas seul pendant longtemps car d'autres personnes sans talents vont forcément entendre parler des pilules. De retour dans la rue, il assassine à nouveau un homme. 
Deux ans plus tard

#### Épisode 5:Hantise
- États-Unis  /  Canada : 15 septembre 2021 sur FX / FX Canada
- France : 
  - 16 septembre 2021 sur Canal+ Séries (en VOSTFr)
  - 24 novembre 2021 sur Canal+ Séries (en VF)
  - 31 août 2022 sur Disney+
- Belgique
  - 17 novembre 2021 sur Disney+

- États-Unis : 640 000 téléspectateurs (première diffusion)

- Kayla Blake : Dr. A. Jordan
- Pierce Cady : Créature pâle 2
- Laurie Deziel : Créature pâle 3
- Adam Lendermon : Créature pâle 4
- V Nixie : Créature pâle 5
- Graham Reese : Créature pâle 6
- Mona Wyatt : la sage-femme

À l'hôpital, Doris accouche d'un petit garçon. Pendant ce temps, Harry en profite pour assouvir sa soif de sang. De retour chez eux, Doris remarque qu'ils sont toujours à Provincetown, contrairement à ce que Harry lui avait dit, mais il lui promet de quitter la ville une fois qu'elle sera remise de l'accouchement. De son côté, Mickey, devenu riche, retrouve Karen. En voiture, il lui conseille de prendre la pilule pour gagner de l'argent comme lui, mais elle refuse et lui ordonne de s'arrêter. Elle s'aventure dans les dunes et s'installe au bord de la mer pour peindre. 
Dans la nuit, Doris se réveille, mais une fois qu'elle regarde dans le berceau, le bébé a disparu. Elle entend du bruit à la salle de bain, où elle découvre, horrifiée, Alma en train de sucer le sang de son frère. Dans la journée, Harry fait remarque à la petite fille que sa mère l'a vue, ce à quoi elle répond qu'ils devraient se débarrasser d'elle, mais Harry se met en colère et lui ordonne de ne plus toucher à son frère. Alors qu'elle se réveille d'une sieste, Doris trouve Ursula à ses côtés, qui lui dit de ne pas s'inquiéter et qu'elle a seulement rêvé lorsqu'elle a vu Alma dans la salle de bain, bien qu'étant persuadée que c'était réel. 
Dans la soirée, Doris regarde la jambe de son fils, où elle aperçoit une petite plaie. Au même moment, Alma arrive et lui apporte ses médicaments, mais Doris remarque qu'il y a une pilule noire parmi les autres cachets. Harry et Ursula arrivent à leur tour, et alors que Doris commence à s'énerver, Alma décide de lui dire la vérité et lui propose de prendre la pilule en lui disant tout ce qu'elle pourrait accomplir, mais elle refuse et s'enfuit avec le bébé. Une fois dehors, elle est attaquée par les créatures pâles, mais Harry la ramène à l'intérieur. 
De son côté, Karen enchaîne les tableaux à la plage, mais elle reçoit la visite de Belle, accompagnée des créatures pâles, qui lui demande de voler le bébé des Gardner, ce qu'elle refuse. La vieille femme la menace de mort et détruit une de ses œuvres par la même occasion. Doris, elle, découvre qu'Harry l'a remplacée par Holden pour refaire la décoration. Plus tard, Karen retrouve Mickey dans son squat, où elle lui annonce qu'elle refuse de travailler pour Belle et lui demande son aide, mais il lui propose à nouveau de prendre une pilule, ce qu'elle refuse. 
À la nuit tombée, Alma retrouve Doris, et après une longue conversation, la petit fille convainc se mère de prendre une pilule. Les effets sont immédiats et elle se met au travail dès le lendemain, mais des effets indésirables commencent à se faire sentir. Une nuit, Harry, Ursula et Alma sortent pour dîner. Au même moment, Karen et Mickey s'introduisent dans la maison pour voler le bébé, mais ils sont repérés par Doris, qui commence à perdre ses cheveux. Constatant qu'elle a elle aussi pris une pilule, Karen s'enfuit dans la rue, mais elle se retrouve encerclée par les créatures pâles. Mickey arrive et lui propose un ultimatum : soit elle prend la pilule, soit il la laisse mourir. Elle refuse, mais au moment de se faire tuer, elle avale le cachet. 
Doris se rase finalement le crâne et sa soif de sang commence à se faire ressentir. Alors qu'elle est sur le point de tuer son bébé, elle est stoppée par Harry, désemparé face à son état et qui parvient à l'enfermer dans la salle de bain après que cette dernière se soit montrée de plus en plus agressive. Ursula et Alma arrivent à leur tour et lui annoncent qu'elles s'attendaient à ce résultat et qu'elle n'est désormais plus un obstacle pour eux. De son côté, Mickey rassure Karen et la motive à peindre la toile qui la rendra célèbre. 

#### Épisode 6:Mortel hiver
- États-Unis  /  Canada : 22 septembre 2021 sur FX / FX Canada
- France : 
  - 23 septembre 2021 sur Canal+ Séries (en VOSTFr)
  - 24 novembre 2021 sur Canal+ Séries (en VF)
  - 31 août 2022 sur Disney+
- Belgique
  - 24 novembre 2021 sur Disney+

- États-Unis : 732 000 téléspectateurs (première diffusion)

- Dot-Marie Jones : l'agent Jan Remy
- Robin Weigert : Martha Edwards
- Benjamin Papac : Rory
- Alan Brooks : Jack Krenski
- Pierce Cady : Créature pâle 2
- Laurie Deziel : Créature pâle 3
- Adam Lendermon : Créature pâle 4
- V Nixie : Créature pâle 5
- Joe Conti : Jim Levy
- Walter Cox : le capitaine du port
- J. Stephen Brantley : Tony
- Ros Gentle : la femme présente à l'audition
- Nick Flaig : le prostitué
- Matthew Brady : le scénariste
- Eileen Gonzales : la journaliste
- Cassandra Ballard : la femme du touriste

En mer, des pêcheurs retrouvent le corps de la cheffe Burelson. Cette découverte entraîne la venue de l'agent Jan Remy (Dot-Marie Jones) en ville, qui, lors d'un conseil municipal présidé par Martha et Holden, annonce qu'elle est venue enquêter sur sa mort. Elle parle également du taux de meurtre élevé aux alentours de la ville, soulignant le même mode opératoire sur chaque assassinat. Après une conversation électrique et le départ de l'agent Remy, Holden rassure Martha et promet de tout arranger. Il se rend donc chez Belle, où il la retrouve, ainsi qu'Austin et l'Alchimiste. Malgré la tolérance du conseil municipal, il leur demande de trouver une solution concernant les meurtres, après quoi il ne pourra plus rien faire pour eux. Mais Belle indique que le problème vient d'Harry, et, une fois Holden parti, cette dernière expose son plan à Austin et l'Alchimiste.
Le soir, après l'écriture d'un nouveau scénario, Harry annonce à Ursula et Alma qu'ils vont arrêter de prendre des pilules, ce que la petite fille refuse, soutenue par Ursula, mais Harry parvient tout de même à la raisonner. Le lendemain, alors qu'il revient des courses, Alma découvre qu'une des portes de la maison a été forcée. En panique, Harry se précipite à l'étage, où il découvre qu'Eli a disparu. Cependant, il trouve un mot de Belle dans son berceau, qui lui demande de venir la retrouver chez elle. Alma n'hésite pas une seconde à accompagner son père, tandis qu'Ursula refuse, mais en revanche, elle leur annonce qu'elle a un plan. 
Elle se rend alors au cimetière pour confronter les créatures pâles, en espérant qu'il leur reste un minimum de conscience. Sur place, elle leur propose de leur donner une nouvelle pilule qui pourrait les guérir, estimant que tout le monde a droit à une seconde chance. Pendant ce temps, Harry et Alma arrivent chez Belle, qui menace de tuer le bébé. Il promet alors d'arrêter de prendre des pilules et de partir loin de Provincetown, mais Belle et Austin deviennent fou et se jettent sur eux pour les tuer. Mais au même moment, les créatures pâles envahissent la maison. L'Alchimiste protège le bébé, tandis que Belle et Austin tuent quelques créatures, mais ils se font rapidement dominer puis dévorer. Ursula arrive à son tour et tue les créatures restantes, remarquant alors qu'elles ont pu attaquer Belle et Austin et que la nouvelle pilule a donc fonctionné.
Harry découvre qu'Ursula a organisé ce plan avec l'Alchimiste, et au moment où il annonce à Alma qu'ils n'auront plus de problèmes, cette dernière le tue, estimant qu'il n'y a de la place que pour un seul grand artiste, en l'occurrence elle. Elle boit alors le sang de son père sous les yeux d'Ursula et de l'Alchimiste, qui sont impressionnées par la petite fille.
3 mois plus tard
À Hollywood, un policier ressemblant à une créature pâle attaque un touriste. De leur côté, Ursula, Alma et l'Alchimiste, devenues riches, vivent ensemble dans une énorme villa, tout en s'occupant d'Eli. L'Alchimiste explique qu'elle fait prendre des pilules aux policiers racistes, tandis qu'Ursula fait prendre les cachets à tous les scénaristes qu'elle croise. Plus tard, Alma passe des auditions pour devenir premier violon d'un orchestre. Après son passage, elle et un autre candidat, Rory, sont tous les deux retenus. Alors qu'ils discutent, Alma lui dit qu'elle est meilleure que lui, mais il préfère la raisonner. Au bout d'un moment, la juge revient vers eux, mais Rory a disparu. Elle découvre alors son cadavre dans le conservatoire, vidé de son sang par Alma.

### Deuxième partie:Death Valley

#### Épisode 7:Conduisez-moi à votre chef
- États-Unis  /  Canada : 29 septembre 2021 sur FX / FX Canada
- France : 
  - 30 septembre 2021 sur Canal+ Séries (en VOSTFr)
  - 1er décembre 2021 sur Canal+ Séries (en VF)
  - 31 août 2022 sur Disney+
- Belgique
  - 1er décembre 2021 sur Disney+

- États-Unis : 690 000 téléspectateurs (première diffusion)

- Maxwell Caulfield : l'ami de Dwight
- Chris Caldovino : Colonel Jensen
- Samuel Hunt : Adam
- Steven M. Gagnon : l'agent de l'Air Force
- Henry Joseph Samiri : Timmy Wycoff
- Adam Noel Jones : Charles Wycoff
- Alex Andrus : Chirurgien 1
- Emil Beheshti : Chirurgien 2
- Shane Carpenter : l'alien
- Mark Atteberry : le docteur
- Crystal Hughes : la serveuse
- Chris Jones : le soldat

En 1954, à Albuquerque, au Nouveau-Mexique, Maria Wycoff (Rebecca Dayan), une mère au foyer, voit son fils disparaître alors qu'il était en train de jouer dehors. Au même moment, une forte tempête fait rage et, alors qu'elle tente de contacter les secours, elle entend la voix de son fils au téléphone, mais modifiée, tandis que ce dernier refait son apparition dans la maison en disant à sa mère de ne pas avoir peur. Lorsque Charles, son mari, rentre du travail, il trouve Maria dans le salon, en lévitation, comme étant possédée, puis elle fait exploser sa tête.
En Californie, le président Dwight D. Eisenhower (Neal McDonough) est forcé d'écourter ses vacances après que l'un de ses agents l'ait appelé pour une affaire urgente. De retour à l'hôtel, il trouve un prétexte auprès de sa femme Mamie (Sarah Paulson), qui a du mal à le croire. 
Le président est alors conduit sur le site d'un crash d'un mystérieux appareil volant, tandis qu'un corps est retrouvé. Les autorités retrouvent également, à quelques mètres du crash, l'aviatrice Amelia Earhart (Lily Rabe), avec d'étranges symbôles dans le dos, et qui était censée être disparue depuis 1937. Cette dernière est alors conduite dans une base de l'US Air Force, où elle raconte au président qu'elle se souvient avoir été enlevée lors de son accident, et que des individus ont réalisé des expériences sur elle. Au fur et à mesure qu'elle raconte son histoire, elle pense alors que l'armée américaine et le président sont en fait ses ravisseurs et qu'ils l'ont retrouvée. Elle fait une crise de panique, mais elle est rapidement calmée.
Plus tard, l'autopsie du corps retrouvé sur les lieux du crash tourne au désastre : après avoir constaté que le corps était vide, une étrange substance attaque les chirurgiens, leur faisant exploser la tête. Le président est alors évacué, mais dans le couloir, Maria arrive, en lévitation, et tue une dizaine d'hommes. Le président tente alors de la raisonner, mais Maria rétorque en lui ordonnant de les écouter, « eux ».
De nos jours, Kendall (Kaia Gerber), Cal (Nico Greetham), Troy (Isaac Cole Powell) et Jamie (Rachel Hilson), quatre étudiants, se retrouvent au restaurant et, après une longue conversation sur leurs différents problèmes personnels, organisent un week-end pour camper dans le désert, sans technologies.
Alors que les vacances commencent bien, rapidement, d'étranges évènements viennent perturber le jeune groupe : l'un des étangs où ils étaient censés se baigner disparaît, tandis que plus tard, ils retrouvent des dizaines de vaches coupées en deux mais qui parviennent tout de même à meugler. Les quatre amis prennent peur et quittent les lieux le soir même. Alors qu'ils roulent à vive allure, leur voiture tombe en panne au milieu de la route, et ils sont attaqués par des individus non identifiables, dotés de tentacules. À leur réveil, tous ont changé de place dans la voiture, tandis que Jamie a disparu. Ils la retrouvent finalement quelques mètres plus loin sur la route, complètement sonnée.

#### Épisode 8:Conflit intérieur
- États-Unis /  Canada : 6 octobre 2021 sur FX / FX Canada
- France : 
  - 7 octobre 2021 sur Canal+ Séries (en VOSTFr)
  - 1er décembre 2021 sur Canal+ Séries (en VF)
  - 31 août 2022 sur Disney+
- Belgique
  - 8 décembre 2021 sur Disney+

- États-Unis : 480 000 téléspectateurs (première diffusion)

- Alisha Soper : Marilyn Monroe
- John Sanders : Buzz Aldrin
- Len Cordova : Steve Jobs
- Jacqueline Pinol : Dr Reyes
- Brett Edwards : le lieutenant sonné
- Jeff L. Williams : le général de l'Air Force
- Masud Majeed : le lieutenant
- Michael Broderick : l'amiral
- Amelie Zazik : Marilyn Monroe, enfant
- Emmet Hunter : le leader
- Anthony Pierre Christopher : le gardien
- Elaine Rivkin : Evelyn Lincoln

En 1963, le président John Fitzgerald Kennedy (Mike Vogel) apprend de la part de l'ex-président Eisenhower l'existence d'un accord conclu avec les aliens qui consiste à sacrifier 5000 américains par an en échange d'accès aux technologies extraterrestres. En compagnie de Marilyn Monroe (Alisha Soper), le président décide finalement de rendre le décret public, ce que Richard Nixon (Craig Sheffer) communiquera à Dwight. Cependant, alors qu'il s'apprête à faire la déclaration, il est assassiné.
Neuf ans plus tôt, Dwight, encore en fonctions, réunit un conseil de défense concernant l'invasion extraterrestre. Ils sont alors interrompus par Maria, dont l'hôte qui la possède annonce que son espèce est en voie de disparition, et qu'ils ont besoin de se lier à l'espèce humaine pour survivre, bien que leur première expérience ait échoué. Sur ces mots, l'hôte quitte le corps de Maria, la tuant. Paniqué, le président se rend au laboratoire, où il retrouve le corps sans vie d'Amelia Earhart, utilisé pour l'expérience. Tout à coup, un bébé extraterrestre surgit, mais Dwight parvient à le tuer. 
De son côté, Mamie retrouve secrètement Richard Nixon et lui dévoile tous les dossiers secrets afin de convaincre Dwight de conclure l'accord avec les extraterrestres. Ce dernier comprend alors à son tour que Richard est au courant et, de retour chez lui, se dispute avec Mamie, qui se révèle être possédée par un hôte.
De nos jours, Kendall, Cal, Troy et Jamie se rendent chez le Dr Reyes afin de passer une échographie. Sur place, la doctoresse découvre ce qui se trouve dans le corps de Jamie, puis décide soudainement d'appeler son supérieur. Kendall en profite alors pour faire une échographie à Troy, et les quatre adolescents découvrent qu'ils portent tous un bébé extraterrestre. Au même moment, des agents secrets débarquent au cabinet, tuent le Dr Reyes, puis kidnappent les quatre amis.
Kendall se réveille dans une pièce blanche, en compagnie d'autres personnes, tous suspendus à des tuyaux, et ses cris alertes une étrange femme masquée (Angelica Ross), qui lui annonce que ce qu'elle contient dans son ventre est un espoir pour le futur. Plus tard, les quatre amis se retrouvent dans une pièce pour déjeuner et font la connaissance de Calico (Leslie Grossman), une femme qui subit des expériences depuis des années, et qui leur conseille de ne pas être trop curieux quant aux lieux où ils se trouvent et ce qu'il s'y passe. 

#### Épisode 9:Lune bleue
- États-Unis /  Canada : 13 octobre 2021 sur FX / FX Canada
- France : 
  - 14 octobre 2021 sur Canal+ Séries (en VOSTFr)
  - 1er décembre 2021 sur Canal+ Séries (en VF)
  - 31 août 2022 sur Disney+
- Belgique
  - 15 décembre 2021 sur Disney+

- États-Unis : 580 000 téléspectateurs (première diffusion)

- Bryce Johnson : Neil Armstrong
- Alisha Soper : Marilyn Monroe
- John Sanders : Buzz Aldrin
- Karl Makinen : Lyndon B. Johnson
- Jeff Heapy : Stanley Kubrick
- Briana Lane : Dr Richards
- Shane Carpenter : l'alien
- Mark Mullaney Jr. : John
- Anthony Robert Coons : Agent secret 1
- Paul David Story : Agent secret 2
- Elaine Rivkin : Evelyn Lincoln
- Jill Maglione : l'infirmière

En 1954, le président Eisenhower se voit être forcé de signer l'accord avec les extraterrestres après que l'hôte possédant Mamie ait menacé de la tuer. Les jours qui suivent, le président, accompagné de ses conseillers, assiste impuissant à des vidéos montrant l'enlèvement de plusieurs américains par les aliens. Au même moment, un individu arrive à la Maison-Blanche et confronte le président. Se présentant sous le nom de Valiant Thor (Cody Fern), il dévoile rapidement sa vraie nature, celle d'un robot conçu par les aliens, et leur offre par la même occasion des technologies extraterrestres. 
Dans la nuit, Dwight est interpellé par des cris provenant des conduits d'aération. En descendant au sous-sol, il découvre des galeries où Valiant Thor réalise les expériences sur les humains, mais également des fœtus mi-humains mi-extraterrestres. Le lendemain, toujours choqué par sa découverte, Diwght décide de se confier à Mamie, et cette dernière lui révèle qu'elle a sympathisé avec Valiant. Elle lui propose alors de lui céder une grande partie de terre dans le Nevada afin de laisser les extraterrestres réaliser leurs expériences dans le secret total plutôt que sous la Maison-Blanche. Dwight accepte et crée donc la zone 51.
Quelques jours plus tard, Richard Nixon montre à Dwight des images de tournages d'un film sur lesquelles Marilyn Monroe dévoile l'accord conclu avec les aliens. Le gouvernement décide donc de l'éliminer en faisant passer son meurtre pour un suicide. Un an plus tard, Dwight, Richard, et le nouveau président Lyndon B. Johnson se rendent à la zone 51, où Valiant Thor leur présente de nombreux fœtus hybrides en plein développement.
De nos jours, Troy donne naissance à son bébé, et alors qu'il le réclame, Theta assassine l'enfant, déclarant qu'il n'était pas parfait. Au bout d'une semaine, il rejoint finalement ses amis et leur raconte ce qu'il a vécu. Alors que Cal lui promet qu'ils vont s'échapper, Calico les interrompt et leur annonce le contraire. Elle leur raconte également qu'elle accouche de plusieurs bébés par an. Afin de rassurer les adolescents, elle les amène sur un plateau de cinéma où a été filmé l’atterrissage sur la lune. Elle raconte sa vie d'autrefois, où elle a côtoyé Neil Armstrong et Buzz Aldrin, avant d'être capturée par le gouvernement puis emmenée à la zone 51. 

#### Épisode 10:L'avenir parfait
- États-Unis  /  Canada : 20 octobre 2021 sur FX / FX Canada
- France : 
  - 21 octobre 2021 sur Canal+ Séries (en VOSTFr)
  - 8 décembre 2021 sur Canal+ Séries (en VF)
  - 31 août 2022 sur Disney+
- Belgique
  - 22 décembre 2021 sur Disney+

- États-Unis : 580 000 téléspectateurs (première diffusion)

- Eric Nenninger : le garde de sécurité
- Vincent Foster : Henry Kissinger
- Matt Nolan : Gordon Liddy
- Briana Lane : Dr Richards
- Marty Dew : Bob Woodward
- Shane Carpenter : l'alien
- Erik Adkins : M.P. 1
- Adam Gibson : M.P. 2

En 1972, Nixon, désormais président, exprime sa frustration aux côtés du secrétaire d'État Henry Kissinger face au calendrier de Valiant Thor pouvant durer jusqu'à cinquante ans. Thor les rassure qu'ils ont prévu de nombreux détournements pour distraire le public. 
Trois ans plus tôt, Eisenhower est sur son lit de mort avec Mamie à ses côtés. Il se voit offrir l'immortalité par Thor, mais refuse et a l'intention de mourir. Mamie, quant à elle, accepte l'offre de Thor. En 1979, elle a simulé sa mort et s'est installée dans la zone 51, où elle rencontre Calico. 
De nos jours, des agents de sécurité armés entrent dans la zone 51 à la recherche de Troy et Cal, qui sont tous deux retrouvés morts. Le nouveau-né de Cal attaque un soldat puis se fait tuer par ces collègues, mais ils sont à leur tour exécutés par l'équipe de Theta pour leur action contre le nouveau-né. 
Jamie et Kendall recherchent Troy et Cal, mais toutes les deux commencent à accoucher et sont retenues par Theta. Après qu'elles ont toutes les deux accouché, Theta les tue, Jamie par la gorge tranchée et Kendall décapitée, sa tête étant remplacée par un appareil mécanique. L'enfant de Kendall était considéré comme l'hybride parfait, son corps est donc utilisé pour donner naissance à des hybrides plus parfaits; Theta révèle des plans pour cloner le corps de Kendall et raccourcir la période de gestation pour permettre à plus d'hybrides de naître en moins de temps. 